# Советско-югославские отношения
Советско-югославские отношения — двусторонние отношения между СССР и Югославией, установленные 25 июня 1940 года. Отношения двух стран развивались очень неоднозначно — до 1940 года они были откровенно враждебными, в 1948 году вновь обострились и в 1949 году были разорваны. В 1953—1955 годах двусторонние отношения были восстановлены, но до распада Югославии оставались весьма сдержанными. СФРЮ признавалась СССР социалистическим государством и участвовала в работе СЭВ (хотя не стала членом этой организации). Однако Югославия не вступила в ОВД и в ряде случаев не поддерживала советскую внешнюю политику (например, вмешательство СССР в дела других социалистических стран). В 1960-е — 1980-е годы товарооборот двух стран был значителен и до 1985 года рос. СССР также стал крупным потребителем югославской культурной продукции: в 1960-е — 1980-е годы в Советском Союзе большими тиражами издавались переводы книг югославских писателей, демонстрировались югославские кинофильмы.

## СССР и Королевство Югославия
Королевство Югославия было изначально одним из последовательных противников советской власти и СССР, а также коммунистического движения. Сербское правительство первое время после Октябрьской революции стремилось установить контакты с большевиками, чтобы получить их поддержку в деле создания Югославии, а также для набора добровольцев на Салоникский фронт. В связи с заключением большевиками Брестского мира с Германией предписало своему посланнику Мирославу Спалайковичу прекратить все контакты с советским правительством. В ноябре 1918 года Советскую Россию покинула сербская военная миссия. Сербский поверенный в делах Йованович (он с согласия советской власти сохранял дипломатические прерогативы) занимался репатриацией югославских граждан и стремился не допустить их участия в революции. 3 марта 1919 года дипломатические отношения между двумя странами были разорваны официально.
19 мая 1919 года премьер-министр Королевства Стоян Протич официальной нотой уведомил Омское правительство адмирала Колчака о том, что Королевство признаёт его в качестве законной российской власти. Омское правительство также признало Королевство. В Омск был назначен в ранге поверенного в делах от Королевства Йован Д. Миланкович, а интересы Омского правительства в Белграде представлял с 1919 года Василий Штрандтман. Ни одно другое признанное в то время государство не пошло на дипломатическое признание колчаковского правительства.
Доктор исторических наук Олег Будницкий отмечал, что именно в Югославии «была основная база русской военной эмиграции». В Королевстве нашли приют участники Белого движения во главе с Петром Врангелем, сохранившие на территории страны русскую военизированную организацию (штаб основанного им Русского общевоинского союза расположился в Сремски-Карловци). В 1924 году в Югославии по официальным данным проживали более 70 тыс. беженцев из России. В Югославии шла подготовка белых офицерских кадров в воинских школах и в кадетских корпусах на протяжении большей части всего межвоенного периода, причём их выпускники зачастую получали чины в королевской армии. Только из одного I Русского Великого Князя Константина Константиновича кадетского корпуса в 1924—1940 годах в офицерские чины югославской армии были произведены 107 кадетов. В Югославии белые части постоянно готовились к продолжению борьбы с большевиками.
Власти Югославии начали устанавливать контакты с большевиками с целью признания Советской России ещё до окончательного разгрома Белого движения. В августе 1920 года в Лондоне прошла встреча первого министра иностранных дел Королевства сербов, хорватов и словенцев с советским представителем Леонидом Красиным. В октябре 1920 года (то есть до окончательного разгрома врангелевцев) представитель Королевства Драголюб Илич прибыл в Ревель для того, чтобы провести неофициальные переговоры об установлении дипломатических отношений с торгпредством РСФСР в Эстонии. Однако тогда установить дипломатические отношения не удалось.
Советско-югославский диалог осложняло не только наличие белой эмиграции в Югославии, но и проблема Черногории, включённой после Первой мировой войны в состав Югославии. Советская сторона настаивала на участии в Генуэзской конференции 1922 года Черногории, в которой велось партизанское движение против югославских властей. Кроме того, советская сторона требовала включение в повестку конференции вопроса о прекращении помощи белой эмиграции. В конце 1922 года на переговорах в Берлине югославская сторона согласилась допустить в Югославию советских представителей для решения вопросов репатриации, но на правах представителей Красного Креста. После этого для согласования вопросов репатриации югославских граждан и белых эмигрантов из Софии прибыл в Белград советский представитель Красного креста Корешков.
В дальнейшем советская сторона выступала за право национальных областей Югославии на самоопределение, что тоже осложняло советско-югославский диалог. В 1924 году Пятый конгресс Коминтерна заявил о праве Словении, Хорватии и Македонии на выход из состава Югославии. Советское правительство опубликовало декларацию по международным вопросам, предложив с целью избежания будущей войны реорганизовать Югославию в федерацию с предоставлением автономии Словении, Хорватии, Далмации, Сербии, Черногории и Македонии.
В 1920-е годы СССР признало большинство европейских стран, а после того, как 9 июня 1934 года Советский Союз установил отношения с Румынией, Югославия оставалась единственной из балканских стран, которая не установила дипломатических отношений с Москвой. В марте 1924 года в Белграде была формально прекращена властями деятельность белой дипломатической миссии. Однако фактически миссия продолжила работу под названием «Делегация по защите интересов русских беженцев», которую возглавил тот же Штрандтман. Делегации оставили помещение царской дипломатической миссии, на ней сохранялся герб Российской империи и вывешивали флаг царской России.
В свою очередь в СССР сложилась коммунистическая эмиграция из Югославии. Уже 1 августа 1921 года в Югославии был принят закон «О защите государства», в соответствии с которым компартия была запрещена, а 58 депутатских мандатов, которые имели коммунисты, были аннулированы. Некоторые югославские коммунисты укрылись в СССР. В 1925/26 учебном году в Коммунистическом университете национальных меньшинств Запада имени Мархлевского был образован Югославский сектор, куда вошли 15 студентов из Югославии (все, кроме одного прибыли нелегально).
Отношения между СССР и Югославией в 1920-е — 1930-е годы были двойственными. С одной стороны югославские и советские представители регулярно проводили неофициальные встречи, а отдельные югославские политики открыто высказывались за установление дипломатических отношений между двумя странами. Также власти Югославии осуществляли в отношении непризнанного ими СССР некоторые дружественные шаги. Так 15 сентября 1934 года Югославия подписала приглашение СССР в Лигу наций. Также Югославия подписала совместно с СССР международные соглашения:
- Конвенцию об определении агрессии (4 июля 1933 года);
- Конвенция Монтрё о статусе проливов (июль 1936 года).

С другой стороны — официальных двусторонних отношений между СССР и Югославией не было, а князь-регент Павел воздействовал на Румынию, добиваясь отсрочки подписания советско-румынского соглашения.
Московское радио, передававшее за рубеж пропаганду, не вело вещание ни на одном языке народов Югославии (по состоянию на 1937 год). При этом Московское радио в 1937 году выпускало программы на таких языках как чешский, португальский и венгерский.
Культурные контакты между СССР и Югославией были эпизодическими и косвенными. В 1929 году Югославию посетил Драгомир Милованович (серб, проживший в России и СССР более 20 лет), который составил отчёт в ВОКС. В 1933 году советская сторона приобрела для музея рукопись сочинений А. С. Пушкина (с ранее неопубликованными сочинениями русского поэта) в Югославии у Йована Максимовича. Полпред СССР в Болгарии Фёдор Раскольников сообщал Владимиру Бонч-Бруевичу об отправке в Государственный литературный музей коллекции документов (среди них было письмо Ивана Тургенева), приобретённых по его просьбе в Белграде у проживавшего там Юрия Штюрмера.

### СССР и Королевство Югославия в период Второй мировой войны
Начало Второй мировой войны изменило отношение югославских властей к СССР. В сентябре 1939 года был снят Герб Российской империи с дверей бывшего посольства России в Белграде. 14 декабря 1939 года во время голосования в Лиге наций об исключении оттуда СССР (за войну с Финляндией) Югославия воздержалась.
В период советско-финской войны произошло установление советско-югославских официальных контактов в сфере науки. В феврале 1940 года были установлены официальные контакты между Балканским институтом в Белграде и учреждениями Академии наук СССР.
В 1940 году Югославия признала СССР — последней из стран Балканского полуострова. В условиях Второй мировой войны Югославия нуждалась в поставках определённых товаров из СССР. 17 апреля 1940 года югославский министр иностранных дел Цинцар-Маркович сообщил итальянскому представителю в Белграде, что Югославия нуждается в сырье (нефти, хлопке и железной руде), которое может приобрести только в США и в СССР. При этом закупки в США осложняются из-за позиции Англии и Франции, а также из-за географической удалённости США от Югославии. О предстоящих торговых переговорах с СССР Югославия 17 апреля 1940 года оповестила Великобританию. Британские власти положительно отнеслись к предстоящим югославским закупкам в СССР, считая, что если Советский Союз поставит нефть в Югославию, то меньше советской нефти будет поставлено в Германию. Между Югославией и Великобританией существовало тогда соглашение о контроле импорта хлопка. Однако британские власти планировали включить объёмы хлопка, закупаемого Югославией в СССР, в общую квоту на импорт хлопка.
20 апреля 1940 года через Бухарест в Москву выехала югославская торговая делегация с официальными полномочиями.
11 мая 1940 года был заключён (не отменённый даже сегодня) Договор о торговле и мореплавании между СССР и Королевством Югославия. Югославский посол в СССР Гаврилович получил указание от премьер-министра Драгиши Цветковича закупить в СССР 20 тысяч вагонов пшеницы (в Югославии был неурожайный год). Гаврилович предложил Анастасу Микояну оплатить это зерно поставками югославской меди. Британский посол в Москве предложил обеспечить эти поставки через поставку зерна из Канады на советский Дальний Восток (британская сторона хотела избежать голода в Югославии и увеличить югославскую торговлю со странами, не входившими в германскую сферу влияния).
Югославские власти предложили СССР продать Югославии или муниципалитету Белграда здание российской дипломатической миссии, где в 1940 году по-прежнему располагалась штаб-квартира структуры, защищавшей белую эмиграцию (при этом югославская сторона изъявила готовность построить специальное здание для советского дипломатической миссии).
25 июня 1940 года были установлены двусторонние дипломатические отношения, а уже на следующий день советский полпред В. А. Плотников прибыл в Белград. Его встречала толпа из примерно 5 тысяч человек (несмотря на то, что югославская полиция перед визитом Плотникова превентивно арестовала ряд граждан, подозреваемых в симпатиях к СССР и в коммунистических взглядах).
12 июля 1940 года Плотников смог вручить свои верительные грамоты. 16 сентября того же года в Белград убыл советский военный атташе А. Г. Самохин. Для советских дипломатических и торговых представителей была полностью арендована гостиница «Унион». В октябре 1940 года советские представители переехали в здания по улице Короля Милутина (дома № 6 и № 8) и в здание на улице Йована Ристича (№ 27), причём аренду оплатила югославская сторона (в дальнейшем аренда должна была быть вычтена из стоимости земли, подлежащей передаче югославскому правительству). Для югославского представительства в Москве арендовали здание в Малом Харитоньевском переулке, а для военного представителя сняли квартиру на Фрунзенской набережной.
В начале 1941 года СССР и Югославия участвовали в Лейпцигской книжной ярмарке.
Отношения СССР и Югославии в конце 1940 - 1941 годах были сложными. Югославские власти и часть общественников вели борьбу против сторонников дружбы с Советским Союзом.
Советский представитель Плотников говорил бывшему югославскому министру Яничу, что в Югославии имела место цензура советских фильмов, прежде всего кинокартины «Линия Маннергейма». Советские фильмы показывало в Югославии предприятие «Авала-фильм». Четыре фильма были запрещены к показу, так как их сочли пропагандой. Фильм «Волга-Волга» был разрешён и шёл с успехом в белградском кинотеатре «Урания». Так как в начале фильма публика аплодировала при виде советских символов, то полиция предписала прокатчикам их вырезать (что «Авала-фильм» и сделал без согласия советской стороны). В Загребе успешно показали несколько советских кинокартин, но запретили фильм о первомайской демонстрации в Москве.
Культурное сотрудничество шло и в других сферах. В Загребе в начале октября 1940 года советские авторы участвовали в международной выставке фотографий. Югославское население познакомилось с советской музыкой, которая начала звучать на волнах югославских радиостанций. В Югославии издавали переводы произведений советских авторов, шёл обмен профессиональной литературой.
Трудности встретила попытка создания общества дружбы с СССР. В Югославии в то время действовали общества дружбы с другими странами (Францией, США, Великобританией, Германией, Италией, Венгрией и Болгарией), а также множество обществ культурного и экономического сотрудничества с другими странами.
У инициативного комитета для создания Общества друзей Советского Союза (его возглавил Иван Рибар) возникли трудности. Начальник отдела полиции Белграда ответил Рибару, что работа общества не будет одобрена, так как его организаторы придерживаются левых взглядов и близки к бывшей «Чёрной руке». По словам полицейского не было бы возражений, если бы инициаторами создания общества были Воя Янич или Мита Димитриевич. Рибар жаловался советскому представителю Плотникову, тот обратился к югославским властям, но общество так и не было создано.
Под давлением словенского лидера Антона Корошеца и его сторонников полиция не допустила возникновения в Дравской бановине Общества друзей Советского Союза. При этом желающих вступить в это общество было много. 3 августа 1940 года Йосип Видмар говорил Плотникову, что по результатам предварительного опроса выяснилось, что в общество сближения с Советском Союзом желали вступить более 20 тысяч человек.
Антисоветские выступления были со стороны белой эмиграции и украинских националистов. Уже в августе 1940 года было несколько инцидентов между советскими дипломатами и белыми эмигрантами. Москва рекомендовала советским представителям не реагировать на деятельность белой эмиграции и не предъявлять в связи с ней претензий югославскому руководству. Советская сторона считала, что украинские националисты действуют под руководством германских спецслужб. Тем не менее советский представитель Плотников поднимал вопрос об инцидентах с белыми эмигрантами на встречах с югославским министром Константиновичем 25 и 29 ноября 1940 года
В предвоенный период было также гуманитарное сотрудничество СССР и Югославии. Советский флот спас 26 членов экипажа югославского корабля «Видо» (потерпел крушение на Чёрном море) и оказал им медицинскую помощь, за что СССР получил благодарность от югославского посла Гавриловича.
На рубеже 1940—1941 годов произошёл инцидент, испортивший отношения между СССР и Югославией. Белградская полиция арестовала корреспондента ТАСС Рождественского, обвинив его в тайной передаче информации о Югославии представителям Германии и Италии. Новость об этом аресте опубликовали ведущие мировые информационные агентства. СССР выразил протест. Югославский посол Гаврилович расценил этот инцидент как полицейскую провокацию. Однако югославский министр иностранных дел Цинцар-Маркович говорил югославским дипломатам, что Рождественский был пойман во время получения секретных югославских военных документов. Инцидент закончился тем, что советская сторона отозвала Рождественского в Москву.
Советская сторона в связи с инцидентом Рождественского угрожала разорвать отношения с Югославией. До разрыва отношений дело не дошло. Но 4 января 1941 года советский представитель Плотников покинул Белград, причём в соседних с Югославией странах советские дипломаты оставались на рабочих местах.
В начале 1941 года югославское руководство стало ориентироваться на Германию, что привело к ужесточению политики как в отношении британцев, так и советских людей. Советский дипломат Виктор Лебедев сообщал в Москву, что после возвращения Драгиши Цветковича из Бергхофа югославская полиция предупредила владельцев кинотеатров, что они будут отвечать, если зрители освищут немецкие фильмы, а советские и британские кинокартины встретят аплодисментами. Также сообщалось о случаях ареста зрителей в Югославии после аплодисментов в связи с показом советских фильмов.
О подготовке участия Югославии в Венском протоколе было известно заранее. 22 марта 1941 года югославский посол в СССР Милан Гаврилович спросил Андрея Вышинского можно ли ему, Гавриловичу, в телеграмме югославскому правительства сообщить (как личное впечатление), что для советского руководства не имеет значения, присоединится ли Югославия к Тройственному пакту. В тот же вечер Вышинский на личном приёме сказал Гавриловичу, что его просьба беспредметна, так как СССР известно, что вопрос о присоединении Югославии к Тройственному пакту уже решён. Об этом разговоре с Вышинским Гаврилович сообщил министру Цинцар-Марковичу. Свой поступок Гаврилович объяснил тем, что надо было выяснить советскую реакцию возможного присоединения к Тройственному пакту.
Советское правительство попыталось предотвратить присоединение Югославии к Тройственному пакту. 23 марта 1941 года югославскому правительству было передано советское предложение: Советский Союз готов заключить с Югославией договор о дружбе и ненападении, если Югославия откажется от союза с Германией. О советском предложении знала группа югославских оппозиционных политиков во главе с Иваном Рибаром, который требовал, чтобы о нём были оповещены члены югославского правительства.
24 марта 1941 года Цинцар-Маркович сообщил Милану Гавриловичу о решении югославского правительства присоединиться к Тройственному пакту.
25 марта 1941 года югославская сторона подписала Венский протокол. Это решение привело к государственному перевороту в Югославии в ночь с 26 на 27 марта 1941 года. Советское посольство сохраняло нейтралитет — когда демонстрация остановилась у здания советского посольства, то никто к ним из советских дипломатов не вышел.
30 марта 1941 года новый министр армии и флота Боголюб Илич в здании генерального штаба заверил советских представителей, что известие о государственном перевороте вызвало благосклонную реакцию в Германии, Италии, Франции, Великобритании, Венгрии, Болгарии и Испании. При этом Илич заявил, что так как принятие британской помощи означает вступление в войну (к которой Югославия не готова), то Югославия надеется на советскую помощь.
2 апреля 1941 года в Москву прибыли югославские представители Божин Симич и Драгутин Савич.
Затем был заключён советско-югославский Договор о дружбе и ненападении. Перед подписанием договора Вячеслав Молотов заверил германского посла Шуленбурга, что этот договор будет копией советско-турецкого соглашения 1925 года.
Советско-югославский договор был официально подписан в 10 часов вечера 5 апреля 1941 года в Москве без особого торжества, но в присутствии Иосифа Сталина.
Первый период дипломатических отношений между СССР и Югославией оказался очень коротким. Ещё до завершения официальной церемонии подписания договора Германия начала боевые действия против Югославии. После подписания договора по распоряжению Сталина югославские офицеры должны были обсудить с представителями советского Генерального штаба поставки оружия в Югославию. Советская сторона предложила Югославии 50 - 100 истребителей, 20 - 25 лёгких бомбардировщиков, 100 противотанковых пушек, батареи, 50 противоавиационных пушек, 200 миномётов. Но телеграмма югославского посла Гавриловича об этом советском предложении была получена премьер-министром Душаном Симовичем, когда югославское правительство уже было в Афинах.
Сам текст договора югославское правительство не смогло сразу получить. Министр Нинчич 7 апреля 1941 года попросил посла Югославии в Турции Шуменковича запросить у Милана Гавриловича текст договора. Шуменкович смог отправить текст договора только 13 апреля 1941 года через югославское посольство в Греции. То есть текст договора был получен югославским правительством после потери Белграда. Через несколько дней Королевство Югославия прекратило существование, а его правительство покинуло Балканский полуостров.
Часть территории Югославии была аннексирована, на остальной созданы марионеточные государства — Независимое государство Хорватия, недичевская Сербия и Королевство Черногория.
В апреле 1941 года на территорию СССР двинулись югославские военнослужащие и беженцы. 10 апреля 1941 года Вышинский сообщил югославскому послу Гавриловичу, что югославским дипломатам в Будапеште и Братиславе выданы советские визы. Вскоре Вышинский вызвал к себе Гавриловича и сообщил ему, что на советскую территорию приземлились югославские бомбардировщики. Вышинский обещал доставить их экипажи в Москву, где разместить в гостинице. Он также сообщил, что советское правительство в ответ на просьбу посла Югославии в Румынии Авакумовича разрешило переход в СССР примерно 1 тысячи югославских граждан из Румынии.
Советское посольство сразу же после начала бомбардировок Белграда эвакуировалось. Советские дипломаты вместе с коллегами из Великобритании, Норвегии, Польши, Египта и Греции разместились во Врнячка-Бане.
30 апреля 1941 года временный поверенный в делах СССР в Югославии В. З. Лебедев сообщил в Народный комиссариат иностранных дел СССР, что немецкий представитель объявил 23 апреля 1941 года всем иностранным миссиям о том, что дальнейшая их деятельность «признается» незаконной:

Германские военные власти применили к 4-м советским гражданам-евреям, те же унизительные меры, что и ко всем евреям. На мое заявление по этому вопросу немецкий поверенный в делах Файне сказал, что сделать ничего не может. Предлагает их эвакуировать в СССР. Прошу разрешить вопрос о в"езде их в СССР — семья Равич (3 человека) и Ушан (из Бендер). 23 апреля Файне собрал все иностранные миссии и от имени германского правительства предложил им эвакуироваться, об"явив, что дальнейшая их деятельность признается незаконной.
Советское посольство продолжало работу в Белграде до середины мая 1941 года, когда было эвакуировано.
20 апреля 1941 года (после капитуляции югославских войск) Вышинский принял Гавриловича и сообщил ему, что югославские лётчики, прибывшие в СССР должны снять форму и покинуть советскую гостиницу. 21 апреля 1941 года министр Нинчич приказал Гавриловичу ни в коем случае не покидать Москву.
Вскоре Советский Союз принял решение разорвать с эмигрантским королевским правительством двусторонние отношения. 9 мая 1941 года советский представитель Андрей Вышинский вручил ноту югославскому посланнику М. Гавриловичу о том, что советское правительство «не видит в настоящее время каких-либо юридических оснований для дальнейшей деятельности в СССР югославской миссии», считает, что «полномочия югославского посланника в СССР потеряли силу» и «будет рассматривать югославского посланника и сотрудников югославской миссии как частных лиц». Югославским пилотам было запрещено выезжать из СССР на Ближний Восток (как того хотела югославская сторона). Вскоре сотрудники югославского посольства в присутствии Гавриловича сожгли весь архив югославской миссии в Москве.
22 июня 1941 года в обращении в связи с нападением Германии на СССР Гитлер среди прочих обвинений назвал политику Советского Союза в отношении Югославии:

Англия и Советская Россия совместно организовали переворот, в результате которого в течение одной ночи было свергнуто югославское правительство, которое тогда было расположено сотрудничать. Сейчас можно сказать германскому народу, что это было направлено против Германии и было спровоцировано не столько Англией, сколько Советской Россией... Поскольку мы продолжали хранить молчание даже перед лицом этого факта, советские правители пошли ещё дальше. Они не только организовали путч, через несколько дней они заключили со своими новыми креатурами пресловутую конвенцию дружбы, цель которой заключалась в том, чтобы укрепить сербов в их желании сопротивляться умиротворению Балкан и толкнуть их против Германии.
Речь тут не шла о платонических намерениях. Москва потребовала мобилизации сербской армии. Так как я даже тогда не считал, что наступил  
момент нарушить молчание, правители Кремля пошли ещё дальше. У правительства Германской империи имеются сейчас документы, доказывающие, 
что для того, чтобы окончательно толкнуть Сербию на борьбу, Россия обещала доставить в Салоники войска, самолёты, оружие и другие военные  
материалы, которые должны были быть использованы против Германии. И это 
было сделано в тот момент, когда я дал министру иностранных дел Японии 
Мацуоке совет пытаться достигнуть ослабления в напряжённости в русско-японских отношениях, делая это всё в той же надежде служить делу мира. 
Исключительно быстрое, ни с чем не сравнимое продвижение наших дивизий на Скопле и взятие Салоник помешало реализации этого англо-советского заговора. Однако сербские офицеры-лётчики бежали в Россию, и там они были немедленно приняты как союзники. Только победа держав «оси» на Балканах помешала выполнению плана, который заключался в том, чтобы втянуть этим летом Германию на юго-востоке в бои, длящиеся целыми месяцами, и, завершив в это время концентрацию советских войск, вместе с Англией и при помощи американских поставок, на которые рассчитывали, наконец, задушить и раздавить Германию и Италию. 

Нападение Германии на СССР привело к тому, что Советский Союз восстановил 17 июля 1941 года отношения с эмигрантским королевским правительством Югославии, а 19 июля того же года М. Гаврилович вернулся в Москву. Советское правительство разрешило югославским лётчикам, находившимся в Москве с Апрельской войны, покинуть Советский Союз.
Восстановлению отношений предшествовало объявление войны Советскому Союзу со стороны Независимого государства Хорватия. Уже в 1941 году хорватские формирования стали участвовать в боях против советских войск. В дальнейшем часть хорватов попала в советский плен (в том числе в качестве перебежчиков). Первым хорватским лётчиком, перелетевшим на немецком самолёте, стал Берислав Супек, который перелетел на советскую сторону 27 апреля 1942 года. Супек показал, что хорватские пилоты сговорились совершить перелёт на советскую сторону:

… среди хорватских лётчиков в Мариуполе имеются настроения перехода на сторону Красной армии и в частности у него с тремя лётчиками-хорватами — офицерами Хембрант, Еркович и Старкс — была договорённость перейти на сторону Красной армии, и они ждали только подходящего случая для осуществления этого
За период с мая 1942 года по сентябрь 1944 года на Восточном фронте было 6 перелётов хорватских лётчиков на советскую сторону. В частности, 14 мая 1943 года на советскую сторону на немецком самолёте перелетел обер-лейтенант Албин Старц (помянутый Супеком Старкс).
В начале 1944 года из пленных югославов была сформирована на территории СССР югославская бригада. В неё вошли около 2 тысяч человек из числа бывших военнопленных. Согласно справке ГУПВИ МВД СССР (февраль 1947 года) на формирование национальных частей в 1943 году были направлены 766 пленных югославов, в 1944 году 1718 югославов, в 1945 году ни одного югослава.
В ходе войны советские власти поддерживали отношения как с королевским правительством, так и с югославскими коммунистами И. Тито. Советская помощь сыграла решающую роль в победе титовцев. На основании решения Государственного комитета обороны СССР от 22 августа 1944 года в Югославию в сентябре 1944 года стали прибывать советские военные советники и инструктора. Югославия стала первой из будущих «стран народной демократии», куда были направлены советские военные специалисты в конце Второй мировой войны. Военные специалисты направлялись в подразделения, которые располагались на территории, соприкасавшихся с местностями, по которым двигалась Красная Армия — в Сербии, Воеводине и в Македонии. 7 сентября 1944 года был образован специальный отдел Народного комиссариата обороны СССР (ему подчинялась база снабжения в Крайове), который организовывал направление военной помощи в Югославию, военных специалистов, а также занимался обучением югославских военнослужащих и решал вопросы по формированию в СССР югославских танковых и военно-воздушных соединений.
Очень большую роль советские специалисты сыграли в развитии партизанской военно-медицинской службы. В сентябре 1944 года на остров Вис через Бари прибыла советская медицинская миссия полковника Анатолия Казанского (16 врачей и 13 медсестёр). Советская медицинская миссия ввела ряд новшеств (например, настояла на точном ведении медицинской документации), а сам Казанский способствовал учреждению журнала «Войносанитетски преглед» («Военно-медицинский обзор»), первый номер которого вышел в Висе в сентябре 1944 года.
В Югославию осуществлялись значительные поставки советской техники, вооружения и боеприпасов.
Помимо поставок советско-болгарские войска в сентябре — октябре 1944 года освободили югославскую столицу Белград и передали её Тито. Югославские коммунисты в виду почти полного отсутствия боевой техники не могли сами освободить этот город. Обладание Белградом дало Тито большое преимущество перед союзными королевскому эмигрантскому правительству националистами Д. Михайловича. Кроме того, сформированная в СССР югославская бригада 12 мая 1944 года по поручению Тито получила боевое знамя. Это означало, что она находится в подчинении коммунистов, а не королевского правительства. 18 октября 1944 была сформирована советско-югославская авиагруппа генерал-майора Витрука, которая до мая 1945 года воевала на стороне Тито. В группе был реализован принцип дублёрства — советские специалисты обучали югославских военных лётчиков.
В итоге к концу мая 1945 года Тито контролировал всю территорию Югославии (кроме отдельных районов, где шла антикоммунистическая партизанская война).
Советские специалисты оказали большую помощь в создании югославских сил безопасности. Только за май 1944 года советские специалисты обучили 16 югославских шифровальщиков. Советские инструктора на местах организовали курсы, где обучали оперативных работников Отделения защиты народа. Офицеры Народного комиссариата государственной безопасности СССР до марта 1946 года (когда они без предварительного уведомления выехали в СССР) были советниками при Отделении защиты народа, а также при его республиканских центрах.
В апреле 1945 года в Высшей школе Народного комиссариата государственной безопасности СССР завершили обучение направленные туда будущие офицеры югославской государственной безопасности (в том числе Коча Йончич, Миса Лукич и Владан Боянич). По возвращении эти офицеры заняли важные посты в Отделении защиты народа. Кроме того, они должны были организовать ряд курсов и лекций для ознакомления коллег с опытом советских служб безопасности. Обученные в СССР офицеры третьего отдела Отделения защиты народа (он отвечал за работу в армии) организовали курсы повышения квалификации офицеров службы безопасности при штабах корпусах и армий. Через эти курсы (продолжительность 15 — 20 дней) в 1945 году прошли 15 — 20 % югославских офицеров службы безопасности. Обучали ежедневно (до 11 часов в день): лекции, семинары, групповая и индивидуальная работа.
Титовские власти передали советской власти югославских немцев (фольксдойче) — для работ в СССР. Немцы Баната были помещены в специальные лагеря. 21 ноября 1944 года Антифашистское вече народного освобождения Югославии решило конфисковать у фольксдойче всё имущество. 22 ноября 1944 года Сталин приказал Толбухину депортировать в СССР фольксдойче Баната в возрасте от 16 до 50 лет. Советские медицинские комиссии отбирали здоровых и годных к работе лиц — мужчин в возрасте от 17 до 45 лет (иногда от 16 до 50 лет) и женщин в возрасте от 18 до 35 лет (иногда до 40 лет). Не подлежали депортации женщины на последних сроках беременности и имеющие маленьких детей. Депортируемые должны были взять с собой одежду и продукты питания на три недели. Часто югославы-охранники отбирали у депортируемых вещи до их отъезда. Депортация началась 23 декабря 1944 года и закончилась 14 января 1945 года. К октябрю 1945 года в СССР депортировали 12 364 человека. Большинство депортированных попало на Донбасс, где работало на шахтах и стройках. С осени 1945 года советские власти стали репатриировать депортированных — беременных женщин, тяжелобольных и нетрудоспособных. Репатриировали в Югославию (где репатриантов помещали в лагеря) и в советскую зону оккупации Германии. Несколько эшелонов Югославия принять отказалась и фольксдойче вывезли в Австрию. Осенью 1949 года основная часть югославских фольксдойче была репатриирована из СССР в Германию. Скончались в СССР во время интернирования 1994 югославских немца (17 % от числа депортированных): 1106 мужчин и 888 женщин. Исследователь Зоран Янетович отмечал, что уровень смертности депортированных был ниже, чем в югославских лагерях, что было связано в том числе с лучшим обращением с депортированными, чем с оставшимися в Югославии фольксдойче.
В 1944—1945 годах начался процесс включения русских приходов в Югославию в Русскую православную церковь. В сентябре 1944 года Архиерейский Синод РПЦЗ во главе с митрополитом Анастасием передал управление русскими общинами в Югославии протоиерею Иоанну (Сокалю) (настоятелю Свято-Троицкого собора Белграда). Протоиерей Иоанн обратился в Москву, сообщив о желании выехать в СССР и о готовности перейти в юрисдикцию Московской патриархии со всеми подчиненными ему храмами. В январе 1945 года Иоанн посетил Москву, а в апреле 1945 года принял делегацию во главе с епископом Сергием. В итоге Иоанн был принят в юрисдикцию Московской патриархии только со своим приходом, а остальные приходы были переданы Сербской православной церкви.

## СССР и СФРЮ (ФНРЮ)

### Период сближения 1945—1948 годы
Федеративная Народная Республика Югославия, провозглашённая 29 ноября 1945 года, была признана СССР 19 декабря того же года.
Двусторонние отношения складывались поначалу хорошо. Советские дипломаты способствовали возврату в Югославию более 270 речных судов из западных зон оккупации, советские сапёры участвовали в разминировании Дуная, из СССР осуществлялись поставки хлебопродуктов. Согласно Докладной записке по работе отдела репараций, поставок и реституции на 15 августа 1946 года советские органы выявили и передали Югославии из своей зоны оккупации Австрии 7 грузовиков с книгами и домашними вещами, 22 ящика инструментов и 64 ящика географических карт и книг.
В отношении Австрии власти Югославии выдвинули территориальные претензии. Югославия претендовала сначала на территории Южной Каринтии (с городом Клагенфурт) и Штирии площадью 2,6 тыс. км² с населением 150—190 тыс. человек. В 1947 году Югославия уменьшила свои претензии, желая получить уже 200—210 км² австрийской территории с населением в 10 тыс. человек.
Затем территориальные претензии Югославии к Австрии вновь возросли. 16 января 1949 года В. М. Молотов сообщил И. В. Сталину, что югославское правительство 27 апреля 1948 года в меморандуме для совещания заместителей министров иностранных дел по австрийскому договору требовала Словенскую Каринтию площадью в 1920 км² с населением до 150 тыс. человек. В этом же документе Молотов уточнял, что во время предыдущих переговоров советская делегация поддерживала территориальные претензии Югославии к Австрии. Кроме того, Югославия претендовала на репарации с Австрии.
Поддерживая югославские территориальные претензии к не пошедшим по советскому пути союзникам Германии (Италии и Австрии), советское правительство совсем иначе относилось к территориальным претензиям Югославии в отношении союзников Германии, в которых были созданы просоветские правительства (Болгарии, Венгрии и Румынии). СССР не поддержал территориальные претензии Белграда к Венгрии (на угольный район Печа и на город Байя), в результате чего уже в 1946 году Тито отказался от пересмотра венгерско-югославской границы.
Отказ от приграничных территориальных претензий к бывшим противникам сопровождался началом реализации планов по созданию Балканской федерации. В этом новом образовании Федеративная народная республика Югославия могла играть доминирующую роль: контролировать Румынию, Болгарию, Албанию и, возможно, Грецию. Советское руководство в 1946—1947 годах поощряло сближение балканских стран, что давало шансы югославским властям надеяться на будущую федерацию.
В военном плане Югославия должна была стать союзником СССР. Все югославские военные планы, разработанные в 1945—1948 годах, не рассматривали возможность войны Югославии с советскими союзниками — Венгрией, Румынией, Албанией и Болгарией. Зато югославские военные планы 1945—1948 годов предусматривали, что боевые действия Югославия может вести на двух фронтах на границе с капиталистическими странами — Австрией и Италией (на севере) и Грецией (на юге).
Быстро рос двусторонний товарооборот, который в 1946 году составил почти 39 млн рублей, а в 1947 году уже превысил 60 млн рублей. В начале 1947 года были созданы два совместных предприятия — пароходство «Юспад» и авиакомпания «Юста». ЮСТА (Югославско-советское акционерное общество гражданской авиации) на зарубежных авиамаршрутах вытеснило «Югославский аэротранспорт».
Советские инструктора помогли Тито в борьбе с оппозицией. Именно советские представители готовили охрану Тито и югославские спецслужбы. 29 июня 1945 года было решено направить в Югославию для организации личной охраны Тито комиссара госбезопасности Н.Д. Шадрина и подполковника Д.А. Глуховцева. Глуховцев стал заместителем начальника службы безопасности Тито, а советские инструктора получили по одному гвардейскому взводу для обучения (включая командиров взводов).
СССР также поддерживал Югославию (как и других своих союзников по Восточной Европе) поставками продовольствия. 16 апреля 1946 года советское правительство решило поставить 435 тыс. тонн пшеницы Польше, Чехословакии, Болгарии, Югославии и Румынии. Из этого объёма 65 тыс. тонн было решено выделить Югославии (в том числе на снабжение югославской армии). Однако из-за голода в СССР ранее утверждённые объёмы сократили на 40 %.
Югославские власти поддерживали процесс репатриации в СССР советских граждан, взамен получая обратно военнопленных, воевавших на стороне Германии против Советского Союза. Количество югославов в советском плену составляло около 20 тысяч человек, что примерно равнялось числу советских военнопленных на территории Югославии.
По состоянию на 30 декабря 1944 года из Югославии в СССР были репатриированы 706 советских военнопленных. Репатриация из Югославии началась скорее всего только в декабре 1944 года, так как по состоянию на 10 декабря 1944 года советские органы не фиксировали ни одного советского гражданина (военнопленного либо гражданского лица), репатриированного в СССР из Югославии. В дальнейшем количество репатриированных советских граждан, поступивших из Югославии в СССР, составило по месяцам:
- за январь 1945 года — 134 человека;
- за март 1945 года — 697 человек;
- за апрель 1945 года — 2061 человек;
- за май 1945 года — 6416 человек;
- за июнь 1945 года — 7451 человек;
- за июль 1945 года — 3299 человек;
- за август 1945 года — 3891 человек;
- за сентябрь 1945 года — 727 человек;
- за октябрь 1945 года — 171 человек;
- за ноябрь 1945 года — 89 человек.

Из этих цифр следует, что в январе 1945 года массовая репатриация советских граждан из Югославии замедлилась, но затем возобновилась и продолжалась до октября 1945 года. Основная часть подлежащих возвращению советских граждан (23118 человек) была репатриирована из Югославии всего за 4 месяца — с апреля по август 1945 года. Всего на 1 марта 1946 года из Югославии поступили 25738 репатриантов, из которых 11370 человек были советскими военнопленными, а 14368 человек — гражданскими лицами.
Таким образом, к 1 марта 1946 года репатриация советских граждан в СССР, в основном, завершилась. В дальнейшем репатрианты из Югославии поступали в Советский Союз, но до советско-югославского конфликта - в очень незначительных количествах. Так, за январь — июнь 1947 года из Югославии в СССР были репатриированы всего 2 человека.
Репатриация югославских граждан (из числа военнопленных) из СССР также прошла, в основном, в 1945 году. До 1945 года советская сторона освобождала только тех пленных югославов, которые отправлялись на формирование просоветских национальных частей. Это видно из справки ГУПВИ МВД СССР (февраль 1947 года), которая сообщала, что по состоянию на 1 января 1947 года из советского плена полностью были освобождены 19256 югославов, в том числе:
- 1944 год — 0 человек;
- 1945 год — 13531 человек;
- 1946 год — 3241 человек.

Советские коллаборационисты, служившие в казачьих частях, отступили из Югославии в 1945 году. Они были разоружены и выданы СССР. Среди выданных оказались казаки-эмигранты, не имевшие никогда советского гражданства, которые до того жили в Югославии. По мнению доктора исторических наук Олега Будницкого, если бы этих казаков выдали бы властям Югославии, то их ждала бы смерть.
В 1944—1946 годах шла репатриация в СССР представителей белой эмиграции. Часть эмиграции, служившая в Русском корпусе, отступила из Югославии в Австрию. При этом югославские власти не мешали советским органам арестовывать и принудительно вывозить в СССР тех белых эмигрантов, которых советские спецслужбы обвиняли в уголовных преступлениях. Так, ещё в декабре 1944 года на территории Югославии был арестован известный монархист Василий Шульгин и вывезен в Советский Союз, где его позднее осудили за антисоветскую деятельность.
Дружба с Москвой сопровождалась обострением американско-югославских отношений, которые в 1946—1947 годах оказались на грани разрыва. В 1946—1947 годах в Югославии был арестован ряд американских граждан по обвинению в разведывательной деятельности в пользу Вашингтона, в августе 1946 года югославы сбили один (весь его экипаж погиб) и принудительно посадили второй американский военно-транспортный самолёт. Наконец, в январе 1947 года были казнены после суда трое югославов (в том числе переводчик американского посольства) по обвинению в шпионаже в пользу США.
Существовали личные контакты между лидерами СССР и Югославии. Тито с 27 мая по 10 июня 1946 года совершил визит в Москву.

### Советско-югославский конфликт 1948—1953 годов
Ухудшение советско-югославских отношений наметилось ещё в конце 1947 — начале 1948 годов, когда советский посол в Белграде А. И. Лаврентьев и военный атташе Г. С. Сидорович направил в Москву несколько донесений, в которых обвинили югославов в непонимании существа марксизма-ленинизма и в вождизме. 11 февраля 1948 года на совещании в Москве были подписаны протоколы о консультациях по международным вопросам между СССР и Югославией и СССР и Болгарией. На этом совещании советский лидер И. В. Сталин запретил создание в Албании югославских военных баз.
Албания считалась югославской сферой влияния. Югославия в первые послевоенные годы имела военное присутствие в Албании. Однако в 1947 году из Албании был выведен югославский истребительный полк (ранее переведённый из Скопье в Тирану) в связи с необходимости защиты Македонии, а также из-за ухудшения албано-югославских отношений. 19 января 1948 года Александр Ранкович от имени Тито предложил Энверу Ходже объявить приграничный с Грецией (где шла гражданская война) албанский район Корчи югославской военной базой и разместить там югославскую дивизию. 20 января 1948 года Ходжа дал согласие на югославское предложение о базе в Корче. Югославы перебросили к албанской границе две дивизии для ввода их в Албанию.
Вмешательство СССР остановило эти планы. Более того, Сталин заявил, что необходимо сократить масштаб партизанского движения в Греции. 20 апреля 1948 года югославский Генеральный штаб срочно отозвал югославских военных советников и представителей из Албании (отзыв был тут же приостановлен в связи сo срочной телеграммой албанского лидера Энвера Ходжи, адресованной Тито). Одновременно СССР отозвал своих военных специалистов из Албании. Однако, выяснив о наличии глубокого албано-югославского конфликта, СССР 13 апреля 1948 года отменил решение об отзыве военных советников из Албании.
Албания попыталась сохранить отношения с Югославией. Югославское руководство рассматривало ухудшение отношений с Албанией в контексте с ухудшением отношений с СССР. Югославское руководство решило установить отношения с Албанией на новой основе и защитить уже вложенные в эту страну югославские инвестиции. 23 мая 1948 года албанская сторона прислала в Югославию письмо, в котором признала свою вину за ухудшение албано-югославских отношений. 31 мая 1948 года югославское руководство предложило албанской стороне направить в Белград делегацию для переговоров о продолжении экономического и военного сотрудничества.
Однако СССР смог склонить Албанию на свою сторону. 24 июня 1948 года Энвер Ходжа встретился в Варшаве с Вячеславом Молотовым, который предложил Албании полную поддержку, отметив, что Албания может развивать экономические отношения не только с Югославией. Разговор с Молотовым стимулировал разрыв албано-югославских отношений.
24 июня 1948 года албанская сторона потребовала отозвать югославского политического инструктора Шпиро Срзентича. Александр Ранкович покритиковал Срзентича, но посоветовал ему остаться в Албании, пока не сообщат реальные причины высылки. 1 июля 1948 года югославское Министерство иностранных дел подало ноту протеста в связи с высылкой Срзентича. Однако югославский Генеральный штаб 30 июня 1948 года приказал всем югославским военнослужащим покинуть Албанию, что привело к почти полному прекращению военных отношений между двумя странами. Одновременно в Албанию вернулись все 225 албанских курсантов, которые обучались в югославских военных школах и академиях, а также учащиеся и студенты гражданских образовательных учреждений. Таким образом СССР получил Албанию, которая вышла из-под югославского влияния.
7 июля 1948 года Албания прервала все контакты с Демократической армией Греции. Впрочем, советское руководство не желало в 1948 году полного разрыва албано-югославских отношений. Советско-югославский конфликт ещё не обострился. При этом советское руководство не желало, чтобы Албания втянулась в гражданскую войну в Греции.
В начале сентября 1948 года Министерство иностранных дел СССР посоветовало албанской стороне полностью закрыть границу с Грецией на два месяца, максимально защитить границу с Югославией, но при этом не разрывать экономические отношения с Югославией и начать вести переговоры с Югославией. Однако контакты Албании с СССР усилились в том числе из-за прекращения албано-югославских контактов. Так, осенью 1948 года в СССР на обучение отправили большую группу албанских офицеров, что было связано с прекращением подготовки албанских военных кадров в Югославии.
9 марта 1948 года А. И. Лаврентьев сообщил в Москву, что в Экономическом совете Югославии отказались предоставить советскому торгпреду служебную информацию об экономике страны. А. И. Лаврентьев был вызван в Москву, где на совещании у Сталина 12 марта того же года дал подробные пояснения, а 18 марта того же года Й. Тито получил телеграмму от В. М. Молотова, в которой было сказано, что непредоставление информации об югославской экономике советским правительством рассматривается «как акт недоверия к советским работникам в Югославии и как проявление недружелюбия в отношении СССР» и что из ФНРЮ немедленно отзываются все советские специалисты. 27 марта того же года Тито было направлено письмо, подписанное И. В. Сталиным и В. М. Молотовым, в котором югославское руководство обвинялось в ведении антисоветской линии, оппортунистических ошибках и ревизии важнейших положений марксизма-ленинизма. 23 апреля 1948 года А. И. Лаврентьев уведомил югославские власти о разрыве советской стороной двустороннего протокола о консультациях от 11 февраля 1948 года в связи с тем, что месяцем ранее югославское руководство заявило о своей позиции по Триесту без консультации с СССР (на самом деле югославская сторона заранее уведомила советское посольство о своём выступлении, но посольство восприняло это уведомление лишь как предоставление информации, а не как запрос о мнении советской стороны). В мае 1948 года Тито отверг советское требование о созыве в одной из южных областей Украины совещания коммунистических партий по вопросу о ситуации в компартии Югославии. 11 июня 1948 года Политбюро ЦК ВКП(б) отменило поездку в Белград делегации советских архитекторов. 29 июня 1948 года была опубликована резолюция Коминформбюро, которая предложила югославским коммунистам «заставить своих нынешних руководителей открыто и честно признать свои ошибки и исправить их, порвать с национализмом, вернуться к интернационализму и всемерно укреплять единый социалистический фронт против империализма, или, если нынешние руководители КПЮ окажутся неспособными на это, — сменить их и выдвинуть новое интернационалистское руководство КПЮ».
Из Югославии в СССР уже в начале 1949 года бежали военнослужащие. Так, 19 апреля 1949 года командир 119-го авиаполка подполковник Берислав Супек перелетел в Румынию на советском военно-транспортном самолёте Ще-2. Югославская газета «Борба» объявила, что Супек — агент усташей, гестапо и НКВД. Ранее Супек служил у усташей и 27 апреля 1942 года перелетел на советскую сторону.
Несмотря на эти разногласия диалог СССР и Югославии какое-то время продолжался. Советский Союз и Югославия в числе других придунайских стран приняли участие в Белградской конференции, завершившейся подписанием 18 августа 1948 года соглашения, регулирующего судоходство по Дунаю.
28 сентября 1949 года двусторонние отношения между СССР и Югославией были разорваны. После того, как Югославия была избрана непостоянным членом Совета безопасности ООН, из Москвы был выслан 25 октября 1949 года со ссылкой на материалы «дела Райка» югославский посол.
В Югославии были подвергнуты репрессиям члены созданного вероятно ещё в конце 1941—1942 годов Союза советских патриотов (переименованного в 1945 году в «Союз граждан советского происхождения»). Сам Союз был распущен ещё в декабре 1945 года, а в августе 1951 года прошёл первый показательный процесс над «группой советских шпионов», на котором были осуждены бывшие члены Союза советских патриотов. В ответ за период с 24 июня 1948 года по 1 июня 1950 года из СССР и стран Восточной Европы были высланы (согласно югославским данным) 145 югославских дипломатов и специалистов.
Разрыв коснулся даже сферы межцерковных отношений. На русских священников власти Югославии стали смотреть как на потенциальных агентов Москвы. В 1950 году в Албанию из Югославии были высланы священники Димитрий Томачинский и Григорий Крыжановский, а также русская женская Благовещенская монашеская община. Скончался в заключении в ноябре 1949 года арестованный титовскими властями советский гражданин с 1946 года, священник Владислав Неклюдов, которого обвинили в намерении (по просьбе протоиерея Алексея Крыжко) обратиться в посольство СССР с просьбой о ходатайстве перед югославскими властями за невинно арестованных в Сараево лиц. Протоиерей Иоанн Сокаль сообщал главе ОВЦС МП митрополиту Николаю (Ярушевичу), что такая просьба в Югославии «квалифицируется как шпионаж».
Руководство Сербской православной церкви не желало идти на разрыв отношений с Московской патриархией. Патриарх Сербский Гавриил V категорически отверг предложение титовских властей осудить антиюгославские акции Коминформа. Гавриил V уже после разрыва дипломатических отношений между СССР и Югославией неоднократно (29 сентября 1949 года, 28 декабря 1949 года и 23 марта 1950 года) лично беседовал с первым секретарём советского посольства в Белграде А. Зубовым. Гавриил жаловался на тяжёлое финансовое положение Сербской православной церкви, отмечая, что югославские власти налогами «обдирают церковь как липку».
Разрыв отношений привёл к почти полному исчезновению довоенной русской общины Югославии. По данным историка Виктора Косика в начале 1950-х годов из Югославии выехали 4/5 из остававшихся там русских (из них 90 % в западные страны). Таким образом первая русская (белая) эмиграция в Югославии исчезла.
«Вторая русская эмиграция» (то есть советские граждане, попавшие в страну в период Великой Отечественной войны) в Югославии практически перестала существовать к 1952 году. По данным советских органов репатриации, в Югославии на 1 января 1952 года «вторая русская эмиграция» насчитывала 904 человека, из которых 584 были украинцами. Исчезновение «второй эмиграции» было связано с завершением репатриации советских граждан, которая фактически не велась в первом полугодии 1947 года и возобновилась в период советско-югославского конфликта. Однако эта репатриация была небольшой — около двухсот человек за пять лет. За период с июля 1947 года по июнь 1952 года (то есть за 5 лет) в СССР из Югославии были репатриированы 243 советских гражданина. По состоянию на 1 июля 1952 года всего с 1944 года в СССР были отправлены из Югославии 26268 советских граждан.
Репрессиям подверглись югославские коммунисты, которые выступили в поддержку СССР. По официальным югославским данным в поддержку антиюгославской резолюции Коминформа за период советско-югославского конфликта высказались 55 тыс. югославских коммунистов, из которых были репрессированы 16 тыс.. Югославские власти в ноте от 1 декабря 1951 года ограничили передвижения сотрудников посольства СССР. Персоналу советского посольства запрещалось:
- Без предварительного уведомления югославских органов перемещаться за пределы радиуса 30 км от Белграда;
- Выезжать в Боснию и Герцеговину, Воеводину, Косово и Метохию, Черногорию, бывшую Мариборскую область и 30-километровую пограничную полосу.

Югославские власти ограничили свободу перемещения по стране также для персонала дипломатических миссий стран-союзников СССР (для сотрудников представительств капиталистических государств ограничения не вводились).
Одним из последствий разрыва стала борьба с памятниками советским воинам. В 1951 году в Белграде снесли памятник павшим при освобождении города советским бойцам, установленный ещё в ноябре 1944 года на площади Республики.
Со своей стороны советские власти начали борьбу против режима Тито. Постановление Политбюро ЦК ВКП(б) от 3 апреля 1949 года предусматривало издание газет югославских политэмигрантов в СССР и странах «народной демократии», на что выделялись специальные средства.
Разрыв с Москвой означал прекращение контактов с её союзниками, например, с Венгрией, отношения с которой были фактически прерваны в 1949 году. Причём этот разрыв контролировался советской стороной. На первой регулярной сессии СЭВ 26 — 28 апреля 1949 года было принято решение, что члены СЭВ «в кратчайший срок» прекратят предоставление Югославии кредитов, технической помощи, откажутся от транзита через Югославию, а также перестанут закупать югославские товары (кроме некоторых видов стратегического сырья). Отчёт об исполнении этих мер следовало предоставить уже к следующей сессии СЭВ, которая состоялась 25 — 27 августа 1949 года.
Советско-югославский конфликт в итоге перерос в настоящую «холодную войну» между Югославией и советским блоком. Она выражалась в экономической блокаде и в информационном противостоянии. Агентами советского блока были многочисленные югославские эмигранты-невозвращенцы. Только в СССР, согласно записке заместителя заведующего Отдела внешних сношений ЦК ВКП(б) Б. Н. Пономарёва от 8 декабря 1948 года, адресованной Г. М. Маленкову, было более 500 югославских эмигрантов, отказавшихся возвращаться на Родину. В СССР был учреждён «Союз югославских патриотов за освобождение Югославии от фашистского ига клики Тито-Ранковича и империалистического рабства», который также стал издавать свою газету — «За социалистическую Югославию» (о её выходе сообщила «Правда» 1 мая 1949 года).
С 1948—1949 годов активизировались пропагандистские антититовские группы в странах-союзниках СССР. Уже с сентября 1948 года в Праге стала издаваться газета югославской эмиграции «Нова Борба», экземпляры которой нелегально переправлялись в Югославию, а также легально распространялись среди сербского населения Румынии. К 22 августу 1951 года югославские эмигранты издавали 6 газет для распространения в Югославии, которые печатались в СССР, Румынии, Болгарии, Венгрии и Албании. Газеты и другие пропагандистские материалы нелегально ввозились в Югославию. Однако эффективность такого рода пропаганды была низкой — большинство ввезённых газет оседало в приграничной полосе.
С 1949 года антиюгославскую пропаганду стали вести радиостанции союзников СССР. К радиопередачам привлекались югославские эмигранты. Вдоль югославской границы были построены радиостанции. Только с 1 ноября 1950 года по 1 июля 1951 года (за 242 дня) радиостанции СССР и его стран-союзников по Коминформу передали 4153 антиюгославских сообщения общей продолжительностью 2568 часов.
Власти Румынии к июню 1951 года с полосы, прилегавшей к румыно-югославской границы, принудительно переселили (преимущественно в области Галац и Яломица и в засушливые степи Барагана) 33657 человек из числа «враждебных элементов», в том числе 833 «титовских элемента» и несколько тысяч сербов и македонцев.
Разрыв отношений с соцлагерем привёл к сближению титовской Югославии с США и их союзниками. В июле 1949 года Югославия закрыла границу с Грецией, чем осложнила положение местных коммунистов, которые вели там гражданскую войну. В связи с изменением внешней политики Югославия получила западную помощь. В июне 1950 года было заключено американо-югославское соглашение о поставках в Югославию военных грузов.
22 июля 1952 года в Югославию под видом дипломатического представителя Коста-Рики был назначен советский разведчик Иосиф Григулевич, который встречался с Тито и (по данным Павла Судоплатова) должен был убить Тито (Операция «Стервятник»).

### Восстановление двусторонних отношений и советско-югославские противоречия
Вскоре после смерти Сталина отношения начали налаживаться — уже 6 июня 1953 года советский министр иностранных дел В. М. Молотов попросил временного поверенного ФНРЮ от имени правительства СССР принять нового посла в Югославии В. А. Валькова. Уже 14 июня 1953 года Тито сделал заявление о готовности произвести обмен послами (с оговоркой, что «обмен послами ещё не означает нормализации»), в котором жёстко критиковал действия советских руководителей: «после того, что они сделали с нами за последние четыре года, мы с
трудом сможем в будущем верить им на сто процентов». Тем не менее советское руководство стерпело обиду. 29 июля 1953 года В. А. Вальков встретился с Тито в его резиденции, а 22 сентября того же года в Москву прибыл югославский посол. 22 июня 1954 года ЦК КПСС направил Центральному комитету Союза коммунистов Югославии письмо с предложением урегулировать советско-югославский конфликт 1948 года, объяснив его действиями уже расстрелянного Л. П. Берии и ещё находящегося на свободе М. Джиласа. Югославские власти в ответе от 11 августа 1954 года отказались выставлять виновником М. Джиласа, «роль которого в нашем руководстве никогда не была решающей».
В 1954 году югославский посол посетил Киев, а в июне 1956 года Тито совершил визит в Москву, где на стадионе «Динамо» прошёл большой митинг в честь советско-югославской дружбы. Югославия даже признала ГДР, что привело к разрыву отношений с ФРГ.
Тем не менее, смерть Сталина не привела к резкому повороту Белграда на Москву и к разрыву отношений с США. 4 августа 1954 года было заключено трёхстороннее соглашение Югославии и двух стран-членов НАТО (Греции и Турции), которое предусматривало, что нападение на одну из этих трёх стран приравнивается к нападению на все три. Под агрессором подразумевались прежде всего СССР и страны соцлагеря. Соглашение 1954 года обязывало Югославию оказать помощь Турции или Греции, если они подвергнутся военной агрессии.
15 мая 1955 года четыре державы (СССР, Великобритания, США и Франция) подписали Государственный договор о восстановлении независимой и демократической Австрии. Этот документ зафиксировал границы Австрии по состоянию на 1 января 1938 года (это означало, что территориальные претензии к Австрии со стороны Югославии оставлены без удовлетворения). Статья 21 Договора освобождала Австрию от репараций. Однако в статье 27 Договора было оговорено право Югославии на всю австрийскую собственность на своей территории на день вступления Договора в силу. Таким образом кое-какие репарации с Австрии с согласия СССР Югославия получила.
В 1955 году Югославию посетил советский лидер Н. С. Хрущёв, причём по итогам визита 2 июня того же года была подписана Белградская советско-югославская декларация, в которой признавалось, что социализм можно строить разными путями. Этот документ означал, что Югославия, чтобы её признала Москва социалистическим государством, вовсе не обязана копировать советский опыт. В докладе Н. С. Хрущёва «О культе личности и его последствиях» на XX съезде КПСС было сказано, что главным виновником советско-югославского конфликта являлся И. В. Сталин и отмечено, что «в деле с Югославией не было оснований для такого разрыва». Ради нормализации двусторонних отношений СССР пошёл и на другие уступки Югославии. 17 апреля 1956 года было объявлено о роспуске Коминформбюро — органа, который ожесточённо критиковал югославские власти в конфликте с СССР. Это известие было с удовлетворением встречено в Белграде, где его расценили как внешнеполитическую победу Югославии.
С 1 по 23 июня 1956 года проходил визит югославской делегации в СССР, в ходе которого советской стороне не удалось добиться вступления Югославии в ОВД и в СЭВ. Накануне визита югославской делегации Эдвард Кардель опубликовал статью в «Правде». По итогам переговоров в Георгиевском зале Московского кремля 20 июня 1956 года была подписана «Декларация об отношениях между Союзом коммунистов Югославии и Коммунистической партией Советского Союза» (Московская декларация), которая подтвердила принципы Белградской декларации, в том числе различие путей социалистического развития в разных государствах и «богатство форм развития социализма». По настоянию югославской стороны в Московской декларации не была включена формулировка о необходимости постоянных органов, которые координировали бы деятельность компартий.
Тем не менее, несмотря на роспуск Коминформбюро и Московскую декларацию власти СССР не отказались от навязывания своей линии социалистическим странам и компартиям. 13 июля 1956 года руководителям партий социалистических стран была разослана брошюра «Информация о результатах советско-югославских переговоров, прошедших
в июне 1956 г.», которая сообщала следующее:
- Позиция СССР по отношению к Югославии — «дипломатический жест», а не платформа для взаимоотношений социалистических стран, которые должны быть частями «единого фронта»;
- Югославское руководство экономически зависит от Запада, поэтому склонно к идеологическим заблуждениям и имеет тенденцию отступать от линии марксизма-ленинизма;
- Негативная оценка стремления югославов «свободно лавировать и добиваться определённого лидерства»;
- Критика тоста Н. А. Булганина, произнесённого 5 июня 1956 года, в ходе которого он назвал Тито ленинцем.

Руководство Сербской православной церкви поддержало нормализацию советско-югославских отношений. В начале 1955 года сербский патриарх Викентий отслужил молебен в русском храме в Белграде. В 1956 году Викентий посетил СССР.
Венгерские события конца 1956 года прервали начавшийся было советско-югославский диалог, так как лидер восставших венгров Надь укрылся в югославском посольстве. Ситуация была тем более неприятной, так как незадолго до этого, Хрущёв на югославском острове Бриони тайно встретился с Тито и обсудил венгерский кризис. Тито уже 11 ноября 1956 года без согласия Москвы, предал огласке состоявшуюся встречу с Хрущёвым. Масла в огонь подлило выступление 7 декабря того же года в Народной Скупщине соратника Тито Э. Карделя с осуждением советского строя и с похвалой венгерских рабочих советов. Эта речь Карделя была распространена югославской делегацией в ООН. Тем не менее, уже 1 — 2 августа 1957 года состоялась вторая встреча Хрущёва и Тито, на этот раз в Румынии. Разногласия опять обозначились на совещании коммунистических и рабочих партий в Москве, в ноябре того же года, по итогам которого делегация югославских коммунистов хотя и подписала «Манифест мира», но отказалась участвовать в узком совещании. В 1958 году советско-югославские отношения настолько ухудшились, что правительство СССР в ноте от 27 мая 1958 года отложило предоставление кредита на строительство югославских предприятий по договору 1956 года под предлогом нехватки средств для строительства объектов советской химической промышленности. Н. С. Хрущёв назвал 3 июня того же года Тито «троянским конём», добавив, что «социализм не может быть построен на американской пшенице» и что антиюгославская резолюция Коминформа в июне 1948 года «была в основе правильной и отвечала интересам революционного движения». Ответ Тито последовал незамедлительно — в виде письма Н. С. Хрущёву от 14 июня 1958 года и на митинге 15 июня того же года. Тито напомнил публично, что в ходе голода 1921—1922 годов советское правительство пользовалось американской продовольственной помощью. В 1960 году выпад против югославских коммунистов содержался в итоговом документе нового большого совещания компартий.
Серьёзное недовольство вызвала у советских руководителей новая программа Союза коммунистов Югославии, принятая в апреле 1958 года. Советское руководство высказало следующие замечания по присланному югославской стороной проекту этой программы:
- Нет «принципиальных различий между политикой социалистических и империалистических стран»;
- «Проводится мысль, что стремление к гегемонизму и эксплуатации малых стран, присущее великим державам в эпоху капитализма, продолжает будто бы существовать и внутри социалистической системы»;
- «Проект программы выступает против самого существования социалистического лагеря, всячески опорочивает установившиеся между социалистическими странами отношения».

Также в СССР критиковались югославские тезисы о возможности эволюционного пути строительства социализма, о снижении роли государства в экономике и об отрицании «руководящей роли партии рабочего класса» в социалистическом государстве.
Союзники СССР также не поддержали новую программу югославских коммунистов. На VII съезд Союза коммунистов Югославии ни одна правящая в странах социализма партия не захотела прислать свою делегацию.
Со своей стороны югославские власти приняли меры против сторонников сближения с Москвой. В 1958 году И. Б. Тито лично вычеркнул имя сербского патриарха Викентия из списка гостей, отправляемых из Югославии, в Москву на празднества международной православной встречи в мае 1958 года в связи с 40-летием восстановления Московского патриархата. Викентию не удалось посетить эту встречу.
Конфликт 1956—1960 годов не привёл к разрыву двусторонних отношений и в начале 1960-х годов они нормализовались. Тито ещё раз посетил СССР в 1962 году, а Хрущёв Югославию на следующий год. Впрочем, оба визита имели неофициальный характер.
Советско-югославские разногласия конца 1950-х годов касались также рабочих советов  - органов, созданных в период советско-югославского конфликта на югославских предприятиях. Интерес к югославскому опыту управления экономикой усилился в СССР весной 1957 года в связи с началом реформ в Советском Союзе. В июне 1957 года делегация ВЦСПС во главе с В.В. Гришиным приняла участие в работе Первого съезда рабочих советов Югославии.
В согласованных с отделом ЦК КПСС директивах советской профсоюзной делегации, выезжавшей на IV съезд Союза профсоюзов Югославии (23-25 апреля 1959 г.), задачи делегации (темы, которые следовало поднимать в публичных выступлениях и встречах) были поставлены такие:
- Пропаганда 7-летнего плана развития СССР;
- Информация «о всё более расширяющихся правах профсоюзов СССР и об активном участии трудящихся в управлении производством на советских предприятиях».

Одновременно произошло ухудшение отношений между Югославией и США. 1-6 сентября 1961 года в Белграде состоялась конференция неприсоединившихся стран. После этой конференции 15 сентября 1961 года посол США Джордж Кеннан вручил югославской стороне ноту, в которой были выражены сомнения в искренности югославского нейтрального курса в связи с тем, что Югославия поддержала СССР по трём проблемам:
- По Германскому вопросу;
- По разоружению;
- По возобновлению атомных испытаний Советским Союзом.

В итоге в отношении Югославии США приняли экономические меры. Осенью 1961 года США отказались рассматривать просьбу ФНРЮ о предоставлении Югославии инвестиционных кредитов (на общую сумму 479 млн долларов). В июне 1962 года Конгресс США принял два нормативных акта, ограничившим помощь Югославии:
- 6 июня 1962 года была принята поправка к «Закону о помощи иностранным государствам», запретившая распространение действия закона (по которому помощь получали Югославия и Польша) на коммунистические страны;
- 12 июня 1962 года был отменён режим наибольшего благоприятствования в отношении Югославии и Польши, что означало рост таможенных тарифов на югославские товары в 2-3 раза.

Меры сказались сразу на югославско-американской торговле. В 1962 года объём югославского экспорта в США сократился на 11,6 %. Из-за визита Тито в СССР (Тито поддержал Советский Союз в Карибском кризисе) в США имели место антиюгославские проявления:
- Бойкот югославских товаров в некоторых штатах;
- Отказ членов портовых профсоюзов обслуживать корабли под югославским флагом.

Тем не менее Югославии удалось разрешить противоречия с США. После встречи Тито и Кеннеди режим наибольшего благоприятствования для Югославии был восстановлен 16 декабря 1963 года.
Приход к власти в СССР Л. И. Брежнева в октябре 1964 года не привёл к ликвидации советско-югославских противоречий. Брежнев был известен в Югославии, так как в ходе визита в эту страну в 1962 году встречался с И. Б. Тито и даже выступал на торжественном заседании Союзного исполнительного вече Югославии. Смещение Хрущёва 14 октября 1964 года почти совпало по времени с произошедшей у горы Авала авиакатастрофой (19 октября 1964 года), в которой погибла советская делегация, прибывшая на празднование двадцатилетия освобождения Белграда. В связи с катастрофой в Югославию 21 октября 1964 года срочно выехала советская комиссия. Глава этой комиссии А. А. Епишев во время встречи с Тито заявил, что смена советского руководства ни к каким переменам в советской политике не приведёт:

…наша партия останется на позициях в соответствии с решениями XX, XXI и XXII съездов. Нет никаких изменений, как во внешней, так и во внутренней политике…
В 1965 году И. Б. Тито побывал в СССР, посетив в том числе Иркутск, Омск и Свердловск. В январе 1967 года Тито вновь побывал в СССР, но уже неофициально. В свою очередь Л. И. Брежнев совершил неофициальный визит в Югославию в сентябре 1966 года.
Югославские власти в первые годы правления Брежнева даже иногда пресекали критические выпады против СССР в своей прессе. Например, в 1965 году югославский стажёр М. Михайлов опубликовал в белградском журнале «Дело» свои очерки о пребывании в Москве, где нелестно описал советское прошлое. Советский посол в СФРЮ заявил протест и публикация очерков по решению суда была прекращена, а часть тиража изъята. Более того, редакция журнала даже извинилась перед читателями, так как не обратила необходимого внимания «на полемические преувеличения и на фрагменты, содержащие реакционную трактовку истории октябрьской революции и Советского Союза». Михайлов был арестован, получил 5 месяцев тюрьмы за клевету (заменённых на условный срок), а потом эмигрировал из Югославии. Югославия поддержала Москву в ближневосточном конфликте. В 1967 году Тито участвовал в совещаниях глав ОВД по вопросу оказания военной помощи Египту. Югославия подписала совместную Декларацию в поддержку арабских стран, разорвала отношения с Израилем и согласилась предоставить свою территорию для переброски советского оружия в Египет. Отношения сблизились до того, что в апреле 1968 года во время очередного визита Тито в Москву Брежнев, критикуя СФРЮ, просил своего югославского коллегу посетить Чехословакию и разрулить там назревающий кризис. 10 июля 1968 года Югославия присоединилась к Договору о нераспространении ядерного оружия. Тито пошёл навстречу советскому лидеру и посетил Прагу в период с 9 по 11 августа 1968 года.
Ввод войск ОВД в Чехословакию в августе 1968 года привёл к резкому ухудшению советско-югославских отношений. Тито встретился с румынским лидером Н. Чаушеску 21 августа того же года и заявил, что «корнем зла является советское руководство». Москва почти сразу ответила. 25 августа того же года «Правда» сообщила, что Югославия и Румыния оказывают активную помощь «чехословацким антисоциалистическим силам» и уточнила, что «именно в Белграде и Бухаресте политические авантюристы из Праги в этот период плетут интриги». 30 августа 1968 года Тито получил советскую ноту с обвинениями в поддержке антисоциалистических сил и в отходе от марксизма-ленинизма. Чехословацкие события показали югославскому руководству, что в случае ввода советских войск в Югославию, страны НАТО военной помощи не окажут, как не оказали её Чехословакии. Югославская народная армия в 1968—1969 годах была неспособна самостоятельно отразить советское вторжение. Это понимали в окружении Тито: генерал Иван Гошняк прямо заявил, что Югославия не готова к советскому вторжению. Поэтому 18 сентября 1968 года на заседании правительства Югославии был принят «Закон о народной обороне». Он предусматривал создание помимо федеральной Югославской народной армии также местных сил Территориальной обороны. В случае иностранного вторжения силы Территориальной обороны должны были вести партизанскую войну против агрессора.
На советско-югославских отношений в 1968 году влияли не только события в Чехословакии, но и другие факторы. Одним из них были отношения Югославии и Китайской народной республики. В мае 1968 года китайская сторона допустила всплеск антиюгославской пропаганды в своей прессе в связи с осуждением Тито «культурной революции».
Тем не менее Тито не вступил в 1968 году в военный союз с Румынией, власти которой поддерживали Дубчека и опасались советского военного вторжения. Чаушеску посетил Югославию, где Тито ему сообщил следующее:
- Югославия не собирается оказывать Румынии военную помощь в случае её вооружённого конфликта с Советским Союзом, так как данная помощь будет означать вступление Югославии в войну с СССР;
- Если румынские войска отступят на югославскую территорию, то Тито прикажет их разоружить.

Вопрос о возможности советского вторжения в Югославию оставался открытым более года. Только в июне 1969 года Брежнев пошёл на примирение, заявив, что надо идти на нормализацию отношений с Белградом. В ноябре того же года была свёрнута антиюгославская кампания в советской печати. Однако Югославия нормализовала отношения с противником СССР — Китаем, с которым обменялась послами в 1970 году. 30 апреля 1971 года Тито сообщил своему окружению о звонке Брежнева с предложением советской помощи в связи с тем, что в Югославии, по мнению советского лидера «основы социализма и единство находятся под угрозой». 22 — 25 сентября 1971 года Брежнев посетил Югославию с визитом (советская сторона настояла, чтобы он носил неофициальный характер) и в ходе встречи заверил Тито, что СССР не собирается нападать на Югославию.
Улучшению советско-югославских отношений способствовали репрессии со стороны Тито в отношении лидеров югославских республик, прошедшие в 1971—1972 годах: «Хорватская весна», «сербская осень», чистки словенских технократов и руководства Македонии. Тито рассказывал, что во время его визита в СССР Брежнев очень его хвалил за жёсткие действия в отношении хорватского руководства. В 1970-е годы визиты советских руководителей в Югославию и югославских в СССР стали частым явлением. Брежнев посетил Югославию в 1971 и 1976 годах, а Тито ездил в СССР в 1972, 1973, 1977 и 1979 годах. Последний визит Тито совершил незадолго до своей смерти.
После начала Афганской войны СССР старался опровергнуть югославские подозрения о том, что советские войска могут быть введены в СФРЮ (например, в случае смерти Тито). Начало войны совпало с тяжёлой болезнью Тито. В связи с болезнью югославского лидера СССР по просьбе Венгрии и Румынии отменил манёвры войск ОВД в Венгрии и Болгарии. В мае 1980 года Брежнев посетил похороны Тито.

### Двусторонние отношения в период распада Югославии
Перестройка сопровождалась переходом к «новому мышлению» во внешней политике СССР. Практическим выражением «нового мышления» для советско-югославских отношений стал визит президента СССР Михаила Горбачёва в Югославию (14 — 18 марта 1988 года). 18 марта 1988 года в Дубровнике была подписана новая советско-югославская декларация, которая относилась исключительно к отношениям КПСС и СКЮ. Кроме того, Михаил Горбачёв во время визита 1988 года выступал в югославской Скупщине, причём заявил следующее: «добрые отношения между нашими странами были нарушены по вине советского руководства». Таким образом, глава СССР впервые открыто признал вину Советского Союза за советско-югославский конфликт 1948—1949 годов. Кроме того, в ходе своего визита Горбачёв познакомился на обеде с сербским лидером Слободаном Милошевичем.
Начавшийся распад Югославии не позволил югославской стороне в полной мере воспользоваться плодами Дубровницкой декларации. 22 января 1990 года Союз коммунистов Югославии фактически прекратил своё существование. В Югославии фактически обозначилось двоевластие. В Хорватии победила на выборах 1990 года партия «Хорватское демократическое содружество» во главе с диссидентом Франьо Туджманом, который взял курс на выход Хорватии из СФРЮ. Туджман противостоял союзным властям Югославии, прежде всего сербскому руководству во главе со Слободаном Милошевичем.
Власти Югославии (прежде всего сербское руководство) в 1991 году попытались заручиться поддержкой СССР для того, чтобы сохранить целостность своего государства. Силовое подавление выступлений в Вильнюсе в январе 1991 года привело к тому, что сербские военные стали видеть в Горбачёве чуть ли своего единомышленника и союзника. В Белграде сложилось ошибочное мнение, что в СССР скоро будет подавлена оппозиция и что Михаил Горбачёв может помочь сербской верхушке удержать власть в Югославии. Вскоре такое обращение за советской помощью последовало.
9 марта 1991 года в Белграде были подавлены оппозиционные выступления, причём Милошевичу и его окружению пришлось дать обещание демократических преобразований. Сербское руководство, стремившееся сохранить свою власть в Югославии, выполнить эти требования не могло и опасалось дальнейших выступлений и вмешательства Запада. Было принято решение обратиться к советскому руководству. 13 марта 1991 года Йович дал согласие на экстренный визит генерала Велько Кадиевича в Москву, чтобы выяснить будет ли СССР защищать Югославию «от возможного вмешательства Запада, если Белград пойдёт на использование военной силы для выполнения распоряжений Президиума СФРЮ». Визит состоялся, но советские генералы уклонились от обещаний военной помощи. После поражения Югославской народной армии в Словении, 2 августа 1991 года делегация Югославии во главе с Анте Марковичем была принята Михаилом Горбачёвым.
Августовское выступление ГКЧП чётко обозначило противостояние Милошевича — Туджмана. Слободан Милошевич поддержал ГКЧП, а Туджман и правительство Хорватии осудили ГКЧП. В дальнейшем Милошевич и его окружение продолжали ориентироваться на Михаила Горбачёва, а хорватские власти — на Бориса Ельцина и власти РСФСР. Так как после запрета КПСС в августе 1991 года Горбачёв фактически утратил реальную власть, то расчёт югославских властей на него был ошибочен. Тем не менее Горбачёв пытался примирить хорватское правительство и югославские власти. 6 октября 1991 года Горбачёв направил руководству Югославии и Хорватии послания, в котором призывал их приостановить военные действия. 15 октября 1991 года в Москве в присутствии Горбачёва встретились Милошевич и Туджман. 16 октября того же года Борис Ельцин поочерёдно принял Милошевича и Туджмана. Тем не менее война в Хорватии продолжалась. 8 декабря 1991 года СССР прекратил своё существование. На этом советско-югославские отношения закончились.

## Экономическое сотрудничество
До завершения 1944 года торговля между СССР и Югославией была незначительной, хотя её объёмы возросли в 1940 — начале 1941 годах после установления между двумя странами дипломатических отношений. После захвата Югославии германским блоком советско-югославская торговля прекратилась и возобновилась в 1944 году. В первые послевоенные годы СССР стал главным торговым партнёром Югославии, но в 1949 году экономическое сотрудничество двух стран сильно пострадало из-за советско-югославского конфликта. В результате с 1950 года до середины 1954 года никакой торговли между двумя странами не велось. После нормализации советско-югославских отношений СССР стал крупным торговым партнёром Югославии и построил в этой стране ряд объектов.

### Торговля между СССР и Королевством Югославия
До установления дипломатических отношений в 1940 году объём советско-югославской торговли был незначителен. В 1938 году на СССР пришлось лишь 0,07 % югославского импорта, а в 1939 году — 0,06 % югославского импорта. Основным внешнеторговым партнёром королевства была Германия, на которую в 1939 году пришлось 46 % югославского экспорта и 54 % — импорта.
Согласно составленной 19 февраля 1941 года статистической таблице Главного таможенного управления Наркомата внешней торговли СССР о товарообороте СССР с зарубежными странами за 1937—1940 годы, советско-югославская торговля была следующей:
- 1937 год — экспорт из СССР в Югославию составил 0,7 млн руб., а импорт из Югославии в СССР — 1,4 млн руб.;
- 1938 год — экспорт из СССР в Югославию составил 0,1 млн руб., а импорт из Югославии в СССР отсутствовал;
- 1939 год — экспорт из СССР в Югославию составил 0,1 млн руб., а импорт из Югославии в СССР составил 2,5 млн руб.;
- 1940 год — экспорт из СССР в Югославию был нулевым, а импорт из Югославии в СССР составил 1,1 млн руб.

Удельный вес Югославии в советском экспорте в 1937—1940 годах менее 0,1 %, а в советском импорте колебался в этот период от 0 % до 0,3 %.
Торговое соглашение 1940 года привело к активизации двусторонней торговли. При этом югославские поставки были больше советских (в которых доминировал хлопок). До конца февраля 1941 года СССР поставил в Югославию товаров на 724 тыс. долларов:
- Хлопок на 600 тыс. долларов;
- Асбест на 51,3 тыс. долларов;
- Парафин на 20,7 тыс. долларов;
- Фармацевтические препараты на 20,0 тыс. долларов
- Текстильные отходы на 12,1 тыс. долларов;
- Фольгу на 12,1 тыс. долларов;
- Сельскохозяйственную технику на 8,1 тыс. долларов.

До конца февраля 1941 года Югославия поставила в СССР товаров на 1614 тыс. долларов:
- Медь на 464 тыс. долларов;
- Цинк и олово на 230 тыс. долларов;
- Дубильный экстракт для обработки кожи на 207,5 тыс. долларов;
- Хмель на 201 тыс. долларов;
- Свиной жир на 200 тыс. долларов;
- Ферросилиций на 64,9 тыс. долларов;
- Бокситы на 7 тыс. долларов.

Затем Югославия закупила в СССР хлопка на 1 млн долларов, а также приобрела хлопковых отходов примерно на 300 тыс. долларов.
СССР часто фрахтовал иностранные торговые пароходы, среди которых были югославские. В 1940 году Народному комиссариату внешней торговли СССР удалось использовать для перевозки грузов из Америки во Владивосток 2 югославских парохода. Всего же в 1940 году грузы по этому маршруту возили 79 пароходов, из которых только 19 были советскими.
Оккупация Югославии Германией и ее союзниками в апреле 1941 года привела к прекращению советско-югославской торговли. В отчете Народного комиссариата внешней торговли СССР от 14 июня 1941 года сообщалось:

Развернувшаяся торговля с Югославией, где были закуплены некоторые количества меди, бокситов, цинковых концентратов и др., прекратилась в связи с нападением Германии на Югославию.

### Экономические контакты СССР и титовской Югославии
Экономическое сотрудничество СССР и титовской Югославии пережило три периода — послевоенные годы (до 1949 года), 1949—1954 годы, с октября 1954 года по декабрь 1991 годов. В отличие от довоенного периода СССР стал быстро главным торговым партнёром Югославии. В связи с советско-югославским конфликтом торговля сократилась, но после нормализации отношений Советский Союз был одним из ведущих внешнеторговых партнёров Югославии.

#### 1945—1949 годы
В послевоенный период быстро рос двусторонний товарооборот. По итогам 1947 года СССР стал важнейшим внешнеторговым партнёром Югославии — на Советский Союз в 1947 году пришлось 45,79 % всего югославского импорта и 16,58 % югославского экспорта. По итогам 1948 года советско-югославский товарооборот составил 72,7 млн рублей, в том числе югославские поставки в СССР — 41,7 млн рублей. Из этих цифр видно, что Советский Союз превратился в рынок сбыта югославских товаров. В 1945—1949 годах СССР поставлял Югославии нефтепродукты, хлопок, антрацит, прокат чёрных и цветных металлов, сельскохозяйственные машины и оборудование и др. товары. Югославия в свою очередь продавала Советскому Союзу цветные металлы, бокситы, а также продовольствие (фруктово-ягодную пульпу, чернослив, коньячный спирт, виноградное вино). Сотрудничество это было очень выгодно для Югославии, так как сопровождалось выделением советских кредитов. 8 июня 1946 года СССР предоставил ФНРЮ товарный кредит на сумму 9 млн долларов сроком на 6 лет. 25 июля 1947 года СССР обязался поставить Белграду в 1948—1953 годах промышленное оборудование в кредит и техническую помощь на сумму в 135 млн долларов сроком на 7 лет. В 1949 году экономическое сотрудничество двух стран было прекращено. В 1949 году двусторонний товарооборот составил лишь 12,2 млн рублей, в том числе югославские поставки в СССР — 9,6 млн рублей. По официальным советским данным, с 1950 года до середины 1954 года никакой торговли между СССР и Югославией не велось.

#### 1954—1991 годы
Возобновление советско-югославской торговли произошло в конце 1954 года, причём инициатором этого выступила югославская сторона. 1 октября 1954 года в Белграде между Союзной внешнеторговой палатой ФНРЮ и советскими учреждениями было подписано Компенсационное соглашение, которое предусматривало поставки товаров с каждой стороны на сумму в 10 млн рублей до 1 апреля 1955 года. В 1955 году между двумя странами в Москве были подписаны платёжное и торговое соглашения, а СССР принял участие в югославских международных ярмарках. Полученные же Югославией от СССР послевоенные кредиты на общую сумму более 500 млн рублей были списаны по решению ЦК КПСС в конце 1950-х годов и предоставлены новые займы Белграду. Так, в начале 1956 года между СССР и Югославией был подписан договор о сотрудничестве, который предусматривал предоставление Югославии от Советского Союза:
- Денежного кредита в размере 285 млн долларов;
- Товарного кредита — 54 млн долларов;
- Девизного займа — 30 млн долларов.

Во время Венгерского кризиса 1956 года югославское руководство стало критиковать действия Советского Союза. В ответ советское руководство сократило двустороннее экономическое сотрудничество с Югославией. В январе 1957 года Хрущёв сообщил Тито, что СССР откладывает начало реализации кредитного соглашения с Югославией о строительстве алюминиевого завода и монтаже оборудования на заводах по производству удобрений и тепловых электростанциях. Причиной отсрочки была названа необходимость оказания срочной советской экономической помощи Венгрии, Польше и ГДР. Советская сторона указывала, что начало реализации соглашения откладывается на несколько лет. Строительство алюминиевого завода по советской идее должно было осуществляться с помощью ГДР, независимость которой на тот момент Югославия ещё не признала. Поэтому югославская сторона расценила действия СССР как стремление принудить Югославию к установлению дипломатических отношений с ГДР.
Сразу после смещения Хрущёва (перед визитом Тито в СССР) были заключены в 1965 году новые советско-югославские соглашения:
- О переводе югославского долга из долларового в клиринговый;
- О предоставлении новых кредитов на восстановление Скопье, пострадавшего в результате землетрясения 196З года и на закупку промышленного оборудования.

Также Югославии были предоставлены транши в размере 45 млн долларов на строительство Джердап.
К концу 1960-х годов СССР вновь лидировал во внешней торговле Югославии. В 1968 году Советский Союз занял первое место по объёмам экспорта в СФРЮ и третье место по объёмам импорта из Югославии. Югославия начала интегрироваться в возглавляемый Советским Союзом социалистический СЭВ. В 1959 году Югославия получила статус наблюдателя в этой организации, а в октябре 1964 года между правительством Югославии и Советом Экономической Взаимопомощи было подписано соглашение о формах и условиях участия СФРЮ в работе органов СЭВ. В 1977 году на СССР пришлось 21,7 % экспорта (первое место среди партнёров по экспорту) и 13,5 % импорта (второе место среди партнёров по импорту после ФРГ) Югославии.
В 1955—1985 годах советско-югославский товарооборот по годам составлял:
- 1955 год — 30,5 млн руб. (в том числе советский экспорт в Югославию — 14,8 млн руб.)
- 1960 год — 97,4 млн руб. (в том числе советский экспорт в Югославию — 49,6 млн руб.)
- 1965 год — 300,4 млн руб. (в том числе советский экспорт в Югославию — 130,6 млн руб.)
- 1970 год — 519,8 млн руб. (в том числе советский экспорт в Югославию — 293,5 млн руб.)
- 1975 год — 1558,4 млн руб. (в том числе советский экспорт в Югославию — 782,4 млн руб.)
- 1980 год — 3849,7 млн руб. (в том числе советский экспорт в Югославию — 2069,4 млн руб.)
- 1985 год — 6089,2 млн руб. (в том числе советский экспорт в Югославию — 2722,7 млн руб.)

Из этих цифр видно, что объёмы экспорта и импорта были примерно равными и что двусторонний товарооборот СССР и Югославии за 1955—1985 годы рос постоянно и очень быстрыми темпами. Советский Союз поставлял в Югославию в 1970-е годы машины, оборудование и транспортные средства, автомобили, твёрдое топливо, нефть и нефтепродукты и ряд других товаров. Югославия поставляла в СССР суда, промышленную арматуру, пиломатериалы, обувь, сушёные сливы, вина, ткани, одежду и ряд иных товаров.
В 1985—1991 годах произошёл заметный спад двустороннего товарооборота. В 1986 году двусторонний товарооборот составил 4413,9 млн руб., в 1987 году — 3974,3 млн руб., в 1988 году — 3841,2 млн руб.. При этом югославский экспорт в СССР за 1985—1988 годы сократился с 3366,5 млн руб. до 2147,4 млн руб.. Скорее всего сильное уменьшение стоимостного объёма советского экспорта в этот период было связано с падением мировых цен на энергоносители. Затем товарооборот частично восстановился и в 1991 году он составил 4673,0 млн руб., в том числе советский экспорт в Югославию — 2537,7 млн руб.. К моменту распада СССР изменилась также ситуация со взаимными долгами двух стран — теперь уже Советский Союз был должен Югославии за поставки товаров. Общая сумма этого клирингового долга, возникшего в 1988—1990 годах была определена в 2003 году в размере около 807 млн долларов. Погашение этого долга затянулось из-за распада Югославии — длительное время не могли решить какой бывшей югославской республике какая часть долга причитается. Выплачивать долг пришлось Российской Федерации — правопреемнице СССР. Последней из республик СФРЮ свою долю югославского долга получила Босния и Герцеговина, которой Россия 8 августа 2017 года единовременно перечислила 125,2 млн долларов.
СССР также оказывал помощь в строительстве югославских объектов. Например, советская техническая помощь была предоставлена для строительства в 1964—1972 годах крупной румынско-югославской ГЭС Джердап I.

## Военно-техническое сотрудничество
Советско-югославское военное сотрудничество пережило несколько этапов. С королевской Югославией у СССР военное сотрудничество выражалось в обмене информацией (при этом СССР не осуществлял вопреки желанию югославской стороны военных поставок). В 1944—1947 годах СССР осуществлял в титовскую Югославию большие поставки вооружения, боеприпасов, военной техники, обмундирования. В этот период был создан в Югославии значительный запас военной техники, которая использовалась потом до 2006 года. В этот же период СССР активно содействовал восстановлению военной промышленности Югославии. Также в этот период в Югославии работали советские военные специалисты, а в СССР массово обучались югославские военные кадры (от подростков-суворовцев до генералов). В 1948—1953 годах военное сотрудничество было прекращено и Югославия ориентировалась на США. В этот период советская военная помощь активно критиковалась югославскими СМИ и официальными лицами, а ряд югославских офицеров, прошедших обучение в СССР был осуждён по обвинению в шпионаже в пользу СССР. В 1955—1957 годах контакты в военной сфере между двумя странами возобновились и их кульминацией стал визит Георгия Жукова в Югославию. После отставки Жукова в 1957 году военное сотрудничество двух стран было прервано до 1961 года.

### Военное сотрудничество с Королевством Югославия
Несмотря на отсутствие дипломатических отношений в конце 1930-х годов началось сотрудничество военных разведок СССР и Югославии. В конце 1938 года в Швейцарии произошла встреча представителей советской и югославской военных разведок. Сотрудник югославской военной разведки Углеша Попович рассказывал, что сотрудничество разведок двух стран шло через Швейцарию. В конце 1939 года по просьбе СССР Югославия предоставила Советскому Союзу информацию о дислокации германских вооружённых сил около советской границы.
В период официальных дипломатических отношений (1940—1941 годы) некоторые югославские военные содействовали советскому военному атташе Александру Самохину в сборе информации об югославской армии. Второй помощник начальника Генерального штаба дивизионный генерал Коста Адамович помогал советскому военному атташе посещать югославские военные училища и различные подразделения югославской армии.
30 августа 1940 года в Москву через Софию выехал военный атташе в СССР Жарко Попович (бывший глава разведки югославской армии). Сразу же был поставлен вопрос о поставках советского вооружения и военной техники в Югославию. 12 сентября 1940 года на приёме у народного комиссара обороны Семёна Тимошенко Попович сообщил, что главная цель его миссии — убедиться может ли Югославия получить советскую военную помощь (речь шла о поставках в течение зимы танков, противотанковых и зенитных орудий).
28 октября 1940 года началась итало-греческая война между двумя соседними с Югославией странами. 29 октября 1940 года югославский министр Милан Недич передал Слободану Йовановичу послание для советского посла, в котором сообщил, что Германия ведёт военную подготовку против СССР. Недич заявил в связи с этим, что скорее станет рядовым солдатом у Сталина, чем генералом у Гитлера.
11 ноября 1940 года министр Михайло Константинович получил просьбу от Цветковича встретиться с советским представителем Плотниковым и обсудить с ним возможность советских поставок танков, тяжёлой артиллерии, самолётов и нефти для югославской армии, так как почти полностью прекратились поставки из Германии. На следующий день Константинович беседовал с Плотниковым, который указывал на антисоветские акции в Югославии.
В конце ноября 1940 года югославский военный атташе Жарко Попович передал советской стороне список желаемых Югославией поставок, в котором фигурировали следующие позиции:
- 100 тяжёлых бомбардировщиков в полной боеготовности и со всем необходимым оборудованием, а также 3 млн кг бомб;
- 150 истребителей с вооружением и оборудованием;
- 1000 снарядов для авиапушки на каждый поставляемый самолёт;
- 10000 снарядов для авиапулемётов на каждый поставляемый самолёт;
- 20 тыс. тонн авиатоплива с октановым числом 73;
- 9 тыс. тонн авиатоплива с октановым числом, подходившим для моторов советского производства;
- 100 средних боевых бронированных машин, оснащённых 45 мм пушками. На каждую машину 1 тыс. снарядов для пушки и 10 тыс. патронов для каждого пулемёта;
- 100 противотанковых пушек калибра 75 — 90 мм и по 2 тысячи снарядов на каждую;
- 100 зенитных орудий 45 — 75 мм калибра и по 2 тыс. снарядов на каждое из них.

На каждый поставляемый самолёт югославская сторона просила 10 % запасных частей и 25 % запасных двигателей. Груз было предложено доставить по Дунаю. Югославские корабли надлежало ждать через 8 дней. Югославские баржи по предложению югославской стороны должны были загрузиться советской военной техникой в недавно присоединённом к СССР Ренийском порту. Югославская сторона просила провести загрузку до того, как замёрзнет Дунай. Советские самолёты должны были транспортироваться в Югославию по воздуху. Однако СССР ответил, что самолёты может поставить не ранее августа 1941 года.
4 февраля 1941 года советское руководство сообщило Поповичу, что переговоры о советских военных поставках в Югославию откладываются в связи с заключением Югославией пакта с Венгрией и торгового соглашения с Германией. В итоге СССР в Королевство Югославия до апреля 1941 года не направил военных поставок. В апреле 1941 года королевская Югославия фактически прекратила существование.

### Активное сотрудничество (1944—1947 годы)
В первые послевоенные годы Югославия согласно её военному плану «Максимум» собиралась вести войну с Западом и потому югославское руководство стремилось создать очень многочисленные вооружённые силы, а также сильный военно-морской флот (для противостояния Италии в Адриатическом море). Советская сторона считала, что Югославии нужны лишь небольшие мобильные военно-морские силы для обороны побережья, а в открытом море страну будет защищать советский флот. Стремление иметь многочисленную армию и сильный флот толкало Югославию на постоянные запросы к СССР об оказании военной помощи, а также активизировало стремление югославов создать (за счёт обучения в СССР и при помощи советских специалистов в Югославии) многочисленные командные кадры.
В 1944—1945 годах в югославские вооружённые силы было направлено множество советских представителей. При этом советские военные специалисты пользовались полным доступом ко всей информации в югославских подразделениях, где проходили службу, и вместе с тем не зависели от югославского командования. Советские специалисты превратили партизанские соединения Тито в современные вооружённые силы, способные вести боевые действия на фронте. Тито 17 ноября 1944 года просил Иосифа Сталина прислать как можно быстрее в Югославию советских специалистов для помощи в формировании штабов (Генерального штаба, а также штабов корпусов и дивизий), а также высших офицеров для разного рода служб (связи, противовоздушной обороны, кавалерии, военного образования и т. д.).
Практика направления советских военных специалистов в 1945—1946 годах применялась не только в отношении Югославии. В армиях стран-союзников, освобождённых Красной Армией, также были советские военные специалисты. Так, в Чехословакию до конца 1945 года было направлено 86 советских военных специалистов.
Советские военные специалисты обходились югославской стороне дорого. Обеспечение присланных в Югославию советских военных советников, инструкторов, офицеров и младшего командного состава их административно-технического аппарата, регламентировалось советским решением от 10 февраля 1945 года, которое устанавливало следующее:
- Денежное довольствие выплачивалось советской стороной;
- Проживание, питание и коммунальные услуги оплачивались югославской стороной.

21 августа 1945 года указ Тито установил обеспечение советским военным специалистам «приличного проживания и питания» и установил следующее:
- Ежемесячные денежные выплаты для советских специалистов. Лейтенант (младший лейтенант) — 1500 динаров, старший лейтенант (капитан) — 2000 динаров, старший офицер — 2500 динаров, генерал — 3000 динаров;
- Доплата 20 % для распределённых в 1-ю гвардейскую бригаду.

Югославский генерал в 1945 году получал 5300 динаров в месяц, но в отличие от советского генерала должен был из жалованья оплачивать все ежемесячные расходы.
В дальнейшем денежное содержание советских офицеров выросло. В 1947—1948 годах на заработную плату выплатили 40 972 233 динара (ещё 539 838 динаров в качестве суточных). Советским советникам был установлен бесплатный проезд на железнодорожном и водном транспорте. Советские офицеры получали гораздо больше продуктов питания, чем югославские офицеры.
Для советских офицеров в Югославии выделили 53 автомобиля, закупили (или изъяли из национализированных особняков и квартир) мебель и домашнюю утварь. Югославская сторона отказалась предоставить советским офицерам солдат-порученцев. Вместо этого для советских офицеров наняли прислугу из гражданского населения.
В конце 1947 — начале 1948 годов югославские военные власти со ссылкой на высокие материальные издержки просили СССР уменьшить число военных советников.
После завершения Второй мировой войны в Югославии ввели новую армейскую структуру по советскому образцу. Для этого из СССР были приглашены специалисты. К концу 1945 года в Югославии уже было 115 советских военных специалистов. Впрочем, советская сторона не дала столько инструкторов и советников, сколько просили югославы. Точное число советских военных специалистов, служивших в Югославии, установить не удалось даже югославской стороне, так как многие специалисты часто менялись и перемещались под разными именами.
С осени 1944 года югославские власти стали систематически обучать в СССР командный состав. Готовили в СССР кадры для разных родов войск. Причём по некоторым специальностям обучение в Югославии не велось. Так, до 1949 года в югославской армии не существовало организованной подготовки офицеров разведки. В 1945—1946 годах две группы офицеров прошли курс подготовки в советских разведывательных школах. В конце Второй мировой войны в советские военные школы и академии направили 190 офицеров кавалерии, инженерной службы, бронетанковых войск и артиллерии. В то же время 90 мальчиков (от 9 до 12 лет) были отправлены в суворовские военные училища в Ставрополе, Новочеркасске, Калинине и Воронеже.
В 1945 году в СССР прибыли две партии югославов для обучения в советских авиационных училищах в Грозном и Краснодаре.
Югославские офицеры, обучавшиеся в советских военных школах и академиях, получали около 700 руб. в месяц (младшему командному составу платили меньше). Сербский историк А. Животич оценил положение обучавшихся в СССР югославских офицеров и младших командиров как находящееся (по сравнению с положением советских военных специалистов в Югославии) как «ниже всякой критики».
По советским меркам выплаты югославским курсантам были исключительно велики и сопоставимы с теми суммами, которые получали в персональном порядке близкие родственники скончавшихся советских граждан, имевших «исключительные заслуги в области революционной, военной, профессиональной и общественной деятельности и советского строительства, науки, искусства и техники». Так, в 1946 году (с сообщением в СМИ) внучка скончавшегося академика Николая Бурденко получила пенсию 500 рублей до получения ею высшего образования, а две сестры того же академика пожизненные пенсии по 700 рублей в месяц. Минимальные же пенсии по старости и по инвалидности в СССР в то время составляли (в зависимости от группы инвалидности) от 25 рублей до 50 рублей.
Готовили в послевоенном СССР также югославский генералитет. В марте 1946 года в советскую Академию Генерального штаба на двухлетнее обучение направили партизанских генералов — Пеко Дапчевича, Джоко Йовановича, Милутина Морачу, Мате Йерковича, Данило Лекича и других.
До конца 1945 года в советские военные школы и академии прибыли 1696 югославских военнослужащих (467 офицеров, 225 сержантов и старшин и 974 рядовых), которые распределялись по направлениям обучения:
- 624 чел. для пехоты;
- 188 чел. для артиллерии;
- 18 чел. для зенитной артиллерии;
- 45 чел. для инженерно-артиллерийской службы;
- 60 чел. для инженерной службы;
- 116 чел. для службы связи;
- 59 чел. для бронетанковых войск;
- 37 чел. для кавалерии;
- 410 чел. для авиации;
- 21 чел. для флота;
- 73 чел. для санитарной службы;
- 49 чел. по военно-политическим специальностям.

Советская сторона попыталась получить с югославских властей компенсацию расходов на подготовку кадров для Югославии. В конце декабря 1946 года Министерство иностранных дел СССР обратилось к югославскому Министерству иностранных дел со следующими предложениями к Югославии:
- Заплатить СССР 30062191 млн руб., потраченные на питание, одежду и заработную плату югославским военным;
- Югославии предлагалось в 1947 году взять на себя оплату фактических расходов на питание, одежду и заработную плату тем югославским военнослужащим, которые учатся в СССР.

Помимо финансовых разногласий были проблемы, связанные с попытками советских офицеров навязывать югославам свои решения. Иосиф Сталин в ноябре 1944 года в разговоре с югославскими делегатами Эдвардом Карделем, Иваном Шубашичем и Станое Симичем подчеркнул, что югославские офицеры не слушают советских консультантов, что создаёт (и будет создавать) проблемы.
Некоторые югославы в СССР заболевали. До конца 1945 года число заболевших составило 400 человек, из которых 60 вернули на родину. Многие из выехавших женились в СССР, что создало дополнительные трудности. Югославы удивлялись, что советские люди смотрят на них как на иностранцев и мало знают (или ничего не знают) о вкладе югославских партизан в победу над фашизмом.
После окончания Второй мировой войны СССР продолжил осуществлять военные поставки в Югославию. В 1946 году В Югославию из СССР доставили полностью укомплектованную танками Т-34 танковую бригаду, 1 тыс. тонн авиационного керосина, 1,5 тыс. тонн бензина для автомобилей и 900 тонн дизельного топлива. В 1945 году в Югославию поступили самолёты для трёх полков (транспортного, истребительного и штурмового) и для одной бомбардировочной дивизии, а также учебные самолёты для военного авиационного училища. В ноябре 1945 года в Югославию были отправлены запасные части для двигателей и самолётов советского производства.
Значение поставок советской военной техники, осуществлённых в первые послевоенные годы, было велико. В период советско-югославского конфликта югославские официальные лица и СМИ критиковали эти поставки, отмечая, что техника часто поставлялась ремонтированная, в неполной комплектации и без полной технической документации. Однако значительная часть поставленной в первые послевоенные годы советской техники оставалась на вооружении или в резерве до 2006 года.
В Югославию также были поставлены 60 тысяч комплектов (фуражка, шинель, гимнастёрка, брюки и два комплекта белья) униформы и 50 тысяч пар обуви. Югославская сторона просила поставить 200 тысяч комплектов униформы и обуви. СССР не мог этого сделать, так как распределял униформу среди своих демобилизуемых военнослужащих.
СССР также оказал помощь в восстановлении сильно пострадавшей от Второй мировой войны югославской военной промышленности. В ноябре 1945 года СССР передал Югославии чертежи и технологические описания для производства:
- Гранат калибра 76 мм;
- Артиллерийских мин калибра 82 мм;
- Деревянных и металлических противотанковых мин;
- Детонаторов и взрывателей;
- Резиновых лодок;
- Металлических понтонов;
- Десантных складных лодок;
- Капсюлей, детекторов мин;
- Осветительных приборов для штабов;
- Дизельных двигателей;
- Канистр для воды;
- Сумок для взрывников.

СССР по просьбе югославской стороны передал ей станки для производства боеприпасов под винтовки советского калибра 7,62 мм, чертежи конструкции, технические условие, описание технологического процесса и необходимые контрольные приборы.
Существенные разногласия возникли по вопросу создания югославского военно-морского флота. Эдвард Кардель в апреле 1947 года в Москве во время встречи со Сталиным предложил заключить договор о советской военно-морской помощи Югославии. Сталин ответил, что даже СССР из-за нехватки средств строит только лёгкие суда и предложил Югославии запросить требуемые корабли в счёт военных репараций с Италии.
Поставки советского вооружения в Югославию регламентировало соглашение между СССР и Югославией от 30 июня 1947 года, которое вступало в силу со дня подписания и предусматривало следующее:
- СССР в течение 1947 года поставлял Югославии вооружение и военно-техническое оборудование в кредит на общую сумму 78 млн долларов (количество и цены указывались в приложении к договору);
- Срок погашения советского кредита — 10 лет. Погашать его Югославия должна была с 1949 года. Суммы выплат по кредиту: в 1949—1950 годах по 3,9 млн долларов в год, в следующие 8 лет по 8,775 млн долларов в год;
- Проценты по кредиту (2 % годовых от состояния контокоррентного счёта) Югославия должна была уплачивать с 1947 года путём поставок товаров, золотом, долларами США или иной свободно конвертируемой валютой
- Выплаты по кредиту Югославия должна была осуществлять в виде поставок товаров («с учётом мировых цен на доступных рынках или цен конкурентных предложений третьих стран») — меди, олова, оловянного и цинкового концентрата, бокситов и иных Наименование и количество товаров, поставляемых для погашения кредита, должны были определить по соглашению СССР и Югославии, которое должно было заключаться за год до предполагаемой поставки.

В 1947 году по соглашению от 30 июня 1947 года СССР поставил в Югославию следующие наименования военной продукции:
- Карабин образца 1944 года (калибр 7,62 мм) — 54792 единиц;
- Винтовка с оптическим прицелом (калибр 7,62 мм) — 1833 единицы;
- Пистолет ТТ (калибр 7,62 мм) — 21918 единиц;
- Пистолет-пулемёт ППШ (калибр 7,62 мм) — 71257 единиц;
- Пулемёт ДП (калибр 7,62 мм) — 2764 единицы;
- Противотанковое ружьё системы Симонова (калибр 14,5 мм) — 617 единиц;
- Пулемёт ДШК (калибр 12,7 мм) — 93 единицы;
- Малокалиберная винтовка (калибр 5,6 мм) — 5 единиц;
- Малокалиберная винтовка ТОЗ-9 (калибр 5,6 мм) — 5 единиц;
- Батальонный миномёт (калибр 82 мм) — 120 единиц;
- Полковой миномёт (калибр 120 мм) — 233 единицы;
- Противотанковая пушка образца 1937 года (калибр 45 мм) — 76 единиц;
- Дивизионная пушка ЗИС-3 (калибр 76 мм) — 823 единицы;
- Гаубица образца 1938 года (калибр 122 мм) — 220 единиц;
- Гаубица-пушка образца 1931/1937 года (калибр 122 мм) — 66 единиц;
- Зенитная пушка образца 1939 года (калибр 37 мм) — 292 единицы;
- Зенитная пушка образца 1939 года (калибр 85 мм) — 220 единиц;
- Гаубица-пушка образца 1937 года (калибр 152 мм) — 20 единиц;
- Танк Т-34-85 — 308 единиц;
- Самоходная установка СУ-76 — 52 единицы;
- Штурмовой самолёт Ил-2 — 30 единиц;
- Самолёт-истребитель Як-3 — 40 единиц;
- Учебный самолёт По-2 — 20 единиц;
- Учебный самолёт УТ-2 — 25 единиц.

Кроме того, СССР поставил в Югославию большое количество боеприпасов, артиллерийских принадлежностей, мастерских буксировочных поездов, прицепов, танкового оборудования и запасных частей, прицельных приспособлений, запасных частей для артиллерийских орудий и миномётов, авиационных двигателей, специальных транспортных средств, лодок, оборудования для гидрометеорологической службы, минно-торпедного оружия, радиоаппаратуры, телеграфно-телефонной и сигнально-оптической техники, гидронавигационного оборудования, инженерного оборудования, средств связи, химического оборудования, химического оборудования, горючего, интендантских принадлежностей, медицинского оборудования, микроскопов, медикаментов, противохимических пакетов, ветеринарного оборудования, хирургических инструментов, аппаратов и приборов, топографических карт и военной литературы.

### Прекращение военного сотрудничества и переориентация Югославии на США (1948 - 1953 годы)
Советско-югославский конфликт 1948—1949 годов привёл к разрыву военно-технического сотрудничества двух стран. 19 февраля 1948 года на Политбюро ЦК Компартии Югославии было принято решение прекратить направление офицеров в СССР. 12 июля 1948 года руководство советских военных академий объявило решение югославских властей об отзыве слушателей из СССР. При этом советская сторона официально предложила югославским офицерам и курсантам остаться в СССР для завершения обучения. Некоторые этим предложением воспользовались. Около 340 югославских офицеров и курсантов осталось в СССР, но около 1100 вернулись в Югославию.
По советским данным, обучение в СССР продолжили (а затем поступили офицерами в советские вооружённые силы) следующие югославы:
- 16 слушателей Высшего военно-морского инженерного училища им. Ф. Э. Дзержинского;
- 38 слушателей Высшего военно-морского училища им. М. В. Фрунзе;
- 5 слушателей Военно-медицинской академии им. С. М. Кирова;
- 12 слушателей Высшего артиллерийского училища;
- 30 слушателей Военно-морского училища береговой обороны;
- 3 слушателя Высшего инженерно-технического училища военно-морского флота;
- 5 слушателей Ленинградского военного училища связи;
- 1 слушатель Военно-транспортной академии;
- 2 слушателя Танкового училища;
- 156 слушателей разных советских военных академий, училищ и офицерских школ.

Некоторые вернувшиеся из СССР югославские офицеры были подвергнуты арестам по обвинению в шпионаже в пользу Советского Союза. Многих вернувшихся офицеров и генералов в Югославии назначили на второстепенные должности. Тех, кто сохранил должности, в Югославии упрекали в том, что они переняли в СССР чрезмерный формализм и избыток теории, характерные (по мнению югославов) для советской системы военного образования. Советский военный атташе Сидорович в конце 1948 года выразил югославским военным властям протест в связи с обращением с офицерами, проходившими образование в СССР. Югославы ответили Сидоровичу, что в Югославии подвергают арестам и преследованию только открытых врагов вроде Сретена Жуйовича и Андрии Хебранга.
18 марта 1948 года главный военный советник в Югославии Алексей Барсков (на основании постановления Совета министров СССР) сообщил начальнику Генерального штаба Югославии Коче Поповичу, что советские военные специалисты (кроме троих у которых супруги только что родили детей) покинут Югославию до 1 апреля 1948 года. В качестве причины Барсков указал, что советские специалисты в Югославии сталкиваются со враждебным отношением. Занимаемый им особняк Барсков попросил передать советскому военному атташе в Белграде Георгию Сидоровичу.
Попович предложил организовать торжественные проводы, но Барсков (после консультаций) 23 марта 1948 года сообщил Поповичу, что необходимо от них воздержаться. Югославская сторона выразила удивление отзывом специалистов. 20 марта 1948 года Иосип Тито обратился к Вячеславу Молотову сообщил, что югославские представители удивлены официальной причиной отзыва советских специалистов. Посол Югославии в СССР Владимир Попович 24 марта 1948 года передал молотову письма Тито и просил советскую сторону отменить это решение. Молотов ответил, что вина лежит на югославской стороне.
Советский военный опыт стал восприниматься в Югославии как негативный. Тито публично отрицал советский опыт и рассказывал, что от него избавлялись. В речи на VI Съезде Коммунистической партии Югославии (1952 год) Тито сообщил:
- В 1948—1952 годах в Югославии отказались от всего административного и шаблонного, которое насаждали советские советники;
- Советская власть препятствовала изучению югославского военного опыта в местных военных школах и академиях.

Югославская военная пресса после начала конфликта с СССР в ряде статей описывала негативный опыт общения с советскими военными инструкторами в Югославии. Отмечались следующие негативные моменты:
- Грубое обращение советских специалистов с югославами;
- Высокомерное поведениe советских специалистов;
- Разжигание советскими специалистами конфликтов между офицерами королевской Югославии и теми, кто «вырос» на войне;
- Советские специалисты предпочитали советское оборудование тому, что было в югославской армии;
- Советские специалисты часто давали противоречивые указания;
- Пьянство, наглость и пренебрежение основными обязанностями со стороны советских специалистов.

Югославский Генеральный штаб провёл специальное анкетирование (в разгар советско-югославского конфликта) югославских офицеров об их опыте работы с советскими специалистами, собрав немало негативных отзывов об этих контактах. Были выявлены советские военные советники, которые (по данным югославов) вербовали югославских офицеров и были осуждены по обвинению в шпионаже в пользу СССР югославские офицеры, которые контактировали с этими советниками.
Вернувшиеся в СССР советские специалисты рассказывали, что в Югославии их систематически оскорбляли, сомневались в их профессионализме, само их присутствие считали ущемлением югославской независимости, а их советы не принимали.
После ухудшения двусторонних отношений югославская сторона стала активнее критиковать качество поставляемой из СССР военной продукции. В сентябре 1948 года заместитель министра обороны Югославии Миялко Тодорович через советскую военную миссию пожаловался на качество поставляемого пороха. Тодоровичу ответили, что порох соответствует советским стандартам. Часто югославские претензии были необоснованными из-за низкого уровня образования югославских кадров, на что им неоднократно указывали советские представители.
Советско-югославский конфликт привёл к военному сближению Югославии с США. В Югославию пошли поставки американского вооружения. Кроме того, в Югославии стала работать американская военная миссия. США в те годы практиковали отправку групп консультантов по вопросам военной помощи в те страны, которой Соединённые Штаты Америки эту помощь оказывали. Присутствие таких групп неизбежно приводило к тому, что страны в которых они действовали, попадали в подчинённое к США положение. Югославии в 1951 году на переговорах удалось добиться особого статуса этой группы, что исключило непосредственный контроль группы над вооружёнными силами Югославии. Группа в Югославии называлась не «особая группа консультирования по вопросам военной помощи» (как в других странах), а «аппарат американской военной помощи» (American Military Assistance Staff). Это указывало, что группа в Югославии состоит из дипломатических служащих. Группа должна была состоять из 15 офицеров и 15 гражданских лиц. Однако на практике группа состояла в основном из военнослужащих. По югославским данным до окончания программы американской военной помощи через группу прошли 162 человека: 4 генерала, 66 офицеров, 84 младших офицера и 8 гражданских лиц. Возглавлял группу до 1953 года также военнослужащий — генерал Джон Хармони.

### Советско-югославское военно-техническое сотрудничество после 1953 года
Нормализация советско-югославских отношений после смерти Сталина привела к восстановлению официальных военных контактов. В 1955—1956 годах СССР посетили делегации югославских сухопутных сил, военно-воздушных сил и морского флота. С 12 по 25 ноября 1956 года в Югославию был совершён ответный визит советской военной делегации, который прошёл в напряжённой обстановке в связи с советской операцией в Венгрии. 22 декабря 1956 года посол Югославии в СССР Мичунович предложил советской стороне продать лицензии или готовые самолёты в Югославию. В марте — апреле 1957 года произошло улучшение советско-югославских отношений, отразившееся на военной сфере. 5 апреля 1957 года югославский посол Мичунович встретился с маршалом Георгием Жуковым на приёме в венгерском посольстве.
Тем не менее споры продолжались, в частности в связи с оценками роли Югославии во Второй мировой войне и советско-югославского конфликта. Так, Жуков говорил Мичуновичу, что в конфликте 1948 года была вина Сталина, так как мощи советской армии было достаточно, чтобы покорить Югославию за три дня. Также Жуков утверждал, что Движение Сопротивления в оккупированной Европе не оказало особого влияния на исход войны и не сократило потери Красной армии.
Нормализацию советско-югославских отношений омрачало сближение Югославии и США в предшествующий период. Советская сторона подчёркивала тесные связи США и Югославии в военном вопросе. Так, СССР обнародовал американское заявление об оказании военной помощи Югославии (без югославского ответа). 22 мая 1957 года советскому послу Николаю Фирюбину направили официальный протест. 9 июня 1957 года в СССР прибыла военная делегация Ивана Гошняка. За обедом югославы отвергли советское предложение вернуться на родину на советском реактивном самолёте Ту-104 вместе их двухмоторной «Дакоты». Жуков объявил югославской делегации следующее:
- У Югославии нет оснований получать западную военную помощь, так как для Югославии нет опасности с востока, а СССР никогда не рассматривал Югославию как потенциального противника;
- Военная миссия США в Югославии нарушает югославский суверенитет;
- Военная миссия США в Югославии — разведывательный центр, действующий против СССР;
- СССР не может поставить Югославии современную военную технику (например, МиГ-17), так как эта техника будет доступна для американцев;
- Американская военная помощь ослабляет югославские вооружённые силы, так как американцы поставляли югославам устаревшую технику (например, снятый с вооружения в США самолёт F-86);
- Югославия, заключив союз с Грецией и Турцией, фактически связана с западным блоком. Югославия должна отказаться от западной военной помощи и выйти из союза с Грецией и Турцией.

Иван Гошняк заверил Жукова, что Югославия больше не нуждается в военной помощи Запада. Югославская сторона не стала расторгать союз с Грецией и Турцией. Визит Гошняка не привёл к заключению какой-либо конкретной договорённости.
После визита Гошняка произошёл обмен военно-морскими делегациями СССР и Югославии. 12 июля 1957 года в СССР прибыла югославская военно-морская делегация, а в сентябре 1957 года Югославию посетили советские корабли «Жданов» и «Свободный». В октябре 1957 года Югославию посетил Г. К. Жуков, который сообщил в Президиум ЦК КПСС следующую информацию о состоянии югославской армии:
- Хорошая подготовка офицеров, молодых специалистов и солдат;
- Югославские вооружённые силы (вопреки оценкам советского Генерального штаба) благодаря всеобщей воинской обязанности и горному рельефу страны смогут долго сопротивляться потенциальному агрессору;
- Югославская противовоздушная оборона неспособна обеспечить безопасности Югославии с воздуха;
- Югославские бронетанковые подразделения и авиация в целом слабые.

16 октября 1957 года Гошняк в ходе встречи с Жуковым предложил в случае военного сотрудничества тайно передать СССР технику:
- Один экземпляр истребителя «Сейбр»;
- Один экземпляр танка «Паттон»;
- Лётный тренажёр для обучения полётам в сложных метеорологических условиях или любой радар по желанию советской стороны.

Впрочем, уже 26 октября 1957 года Хрущёв сообщил югославскому послу Мичуновичу об увольнении Жукова, отметив, что оно не связано с визитом маршала в Югославию. После этого советско-югославское военное сотрудничество было отложено до 1961 года.
Затем Югославия вновь превратилась в крупного покупателя советских вооружений и военной техники. Только в 1961—1964 годах в Югославию было поставлено советского вооружения на 140 млн долларов. При этом по многим договорам Югославия могла оплачивать поставки вооружений своими товарами (чаще всего кораблями или танкерами). 19 октября 1964 года в районе Белграда разбился советский самолёт Ил-18, который вёз делегацию советских военачальников в Югославию. Все участники делегации и члены экипажа погибли. Югославская сторона уже в 1965 году воздвигла на месте катастрофы памятник погибшим.
Ближневосточный кризис 1967 года стал пиком советско-югославского военного сближения. В 1967 году югославские представители присутствовали на военных манёврах Организации Варшавского договора в Болгарии и на учениях «Днепр» в СССР. 28 июня 1967 года в Югославию с дружеским визитом прибыли советские военные корабли. Однако Югославия не вступила в руководимый СССР блок — Организацию Варшавского договора.

## Межкультурные контакты и гуманитарное сотрудничество
В первые послевоенные году межкультурные контакты были весьма активными. Первым полнометражным художественным фильмом ФНРЮ стала советско-югославская драма «В горах Югославии» (1946 год). В период окончанием Второй мировой войны и июлем 1949 года на сербохорватский язык были переведены 589 советских книг, а в югославских кинотеатрах показывали сплошь советские фильмы. Советско-югославский конфликт привёл к фактическому разрыву двусторонних культурных связей. Югославский идеолог Милован Джилас привлёк на сторону власти писателей и художников, известных до 1941 года, чьи произведения после 1945 года были заклеймены как декадентские: по инициативе этих интеллектуалов в Белграде основали журнал «Jugoslavija» («Югославия»), выходивший в том числе на английском и французском языках. В начале 1950-х годов Югославия в плане культуры открылась другим странам. В 1950 году была организована выставка Пабло Пикассо в Национальном музее в Белграде, а в 1952 году Съезд писателей в Любляне провозгласил, что культура освобождается от догматических пут.
Советско-югославские культурные связи возобновились только с нормализацией политических отношений. В 1954 году известный югославский партийный функционер и писатель Чосич посетил съезд советских писателей, а уже в 1956 году в СССР был опубликован перевод его книги «Солнце далеко» о борьбе партизан с фашистами.
Югославия оказалась среди стран, с которыми СССР в 1957—1957 годах заключил первые межгосударственные соглашения о культурном сотрудничестве. Югославия была одной из четырёх социалистических стран (наравне с СССР, Венгерской Народной Республикой и Чехословакией), которые приняли участие в Брюссельской выставке 1958 года.
В дальнейшем межкультурные связи двух стран выражались в обмене делегациями писателей (в 1961—1962 годах). За период с 1953 по 1970 годы в СССР прошли две выставки югославских художников:
1. «Современная графика Югославии» (январь -февраль 1959 года) в Эрмитаже;
2. Выставка народных художников-примитивистов Югославии в Эрмитаже (12 — 26 декабря 1962 года). На ней было представлено 94 экспоната, а сама выставка проводилась совместно с ВОКС. 10 — 31 января 1963 года эта выставка экспонировалась в ГМИИ.

В Югославии проводились выставки советских деятелей искусства. В 1965 году в музее «Чивико» (Белград) состоялась выставка Эрнста Неизвестного, а в период с 13 августа по 3 октября 1965 года советская группа «Движение» участвовала в международной выставке кинетистов «Новые тенденции — 3» в Городском музее современного искусства (Загреб).
Контакты с республиками СССР осуществлялись как через Москву, так и иногда напрямую — например, в июне 1966 года в Югославию Украинское общество культурных связей организовало поездку делегации советских деятелей культуры, образования, науки и медицины. В октябре 1975 года Югославию посетили кинематографисты из советской Украины. Вместе с тем югославская сторона в межкультурных связях держалась особняком среди социалистических стран. Например, Союз писателей Югославии несмотря на посланное приглашение не направил своих представителей на XIII Встречу руководителей Союзов писателей социалистических стран, которая прошла в Берлине 13 — 15 июля 1976 года. В связи с этим Первый секретарь Правления Союза писателей ГДР Г. Хеннингер сообщил, что против участия югославских писателей высказались власти СФРЮ со ссылкой на внеблоковый статус Югославии.
СССР оказывал Югославии гуманитарную помощь. Например, объём советской помощи, выделенной для ликвидации последствий землетрясения в Скопье превысил 1 млрд динаров, кроме того, СССР прислал около 500 военных для расчистки завалов.

## Туристическое сотрудничество (с середины 1950-х годов)
До середины 1950-х годов советских туристов в Югославии (и югославских в СССР) практически не было. Это было связано не только с советско-югославским конфликтом, но и с тем, что въездной туризм в первые послевоенные годы в СССР фактически не существовал. Например, в 1953 году (как и в предыдущие годы) советский «Интурист» обслуживал лишь иностранные делегации и пассажиров, которые следовали транзитом через СССР. В середине 1950-х годов в СССР возрождается выездной туризм. 18 — 24 октября 1955 года делегация «Интуриста» с согласия ЦК КПСС и разрешения Комиссии по выездам за границу при ЦК КПСС участвовала в международном съезде туристских организаций в югославском Дубровнике. По данным начальника Управления по приёму иностранных туристов ИСТЭ ВЦСПС В. И. Баулина в 1960 году был налажен туристический обмен между профсоюзами СССР и Югославии.
В дальнейшем туристские организации социалистических государств время от времени проводили совещания и конференции. Существовало Бюро путешествий социалистических стран. Но во взаимодействии туристских организаций социалистических стран Югославия держалась особняком. Например, на II Конференции туристских организаций социалистических стран, прошедшей в сентябре 1958 года в Болгарии, присутствовал представитель Югославской ассоциации бюро путешествий и агентств, но в качестве наблюдателя. В конце сентября 1963 года в Берлине Югославия приняла участие в работе V конференции Бюро путешествий социалистических стран (в отличие от туристических организаций социалистических Албании, Северного Вьетнама и КНР, которые не прислали своих представителей), но опять в качестве наблюдателя. В количественном отношении взаимный туристический поток был невелик, хотя и постепенно увеличивался — советские власти предпочитали отправлять своих граждан в подконтрольные Москве страны Восточной Европы (Болгарию, ГДР, Польшу, Венгрию и Чехословакию).

### Советские туристы в Югославии
Во второй половине 1950-х годов туристический поток из СССР ещё невелик. В 1956 году в Югославию выехали 652 советских туриста (всего в социалистические страны в 1956 году выехали 15373 туриста из СССР). В дальнейшем поток советских туристов возрос, но был значительно ниже, чем в другие европейские страны советского блока. В 1980-е годы в Югославию из СССР в среднем в год выезжали 67,2 тыс. чел., тогда как в Венгрию — 112,3 тыс., в Болгарию — 247,9 тыс. чел..
О том, что смотрели советские туристы в Югославии можно судить по 15-дневному туру по 8 городам южного маршрута в СФРЮ (1962 год), который предусматривал 3-дневное пребывание в Белграде (с посещением памятника Неизвестному герою), осмотром промышленных и сельскохозяйственных предприятий и кооперативов, визитом в косовскую Печскую патриархию и македонский монастырь Святого Наума. Тема Второй мировой войны в Югославии «оставалась ключевым объединяющим элементом».

### Югославские туристы в СССР
С 1950-х годов в СССР появляются югославские туристы. Число граждан Югославии, прибывших в СССР (по годам) составило:
- 1970 год — 39127 чел.;
- 1971 год — 40370 чел.;
- 1973 год — 45079 чел.;
- 1974 год — 56995 чел.;
- 1976 год — 64826 чел.

Таким образом, за 1970—1976 годы число югославских граждан, прибывающих в СССР ежегодно увеличилось в 1,5 раза. Однако всё равно по числу ежегодно прибывающих в СССР Югославия сильно уступала странам советского блока. Всего в 1976 году СССР посетил 2 289 701 гражданин социалистических стран. С учётом этой цифры в 1976 году югославы составили менее 3 % иностранцев, прибывших в СССР из социалистических стран.
Часть югославских туристов прибывала по линии различных советских обществ (как республиканских, так и общесоюзных). Например, количество югославских туристов, прибывших по линии Украинского общества дружбы и культурных связей с зарубежными странами (эта организация ежегодно принимала 15 — 31 % всех туристов, прибывающих на советскую Украину) в Украинскую ССР составляло:
- 1967 год — 570 чел.;
- 1976 год — 954 чел.;
- 1984 год — 1166 чел.